# Bloco de Esquerda
O Bloco de Esquerda (B.E.) é um partido político de esquerda socialista, em Portugal, de cariz ecologista e anticapitalista. Fundado em 1999, tem centrado a sua atividade na promoção de serviços públicos de qualidade, dos direitos laborais e no combate às desigualdades, assim como nas causas feminista, LGBTIA+, antirracista e ambiental.

## Valores

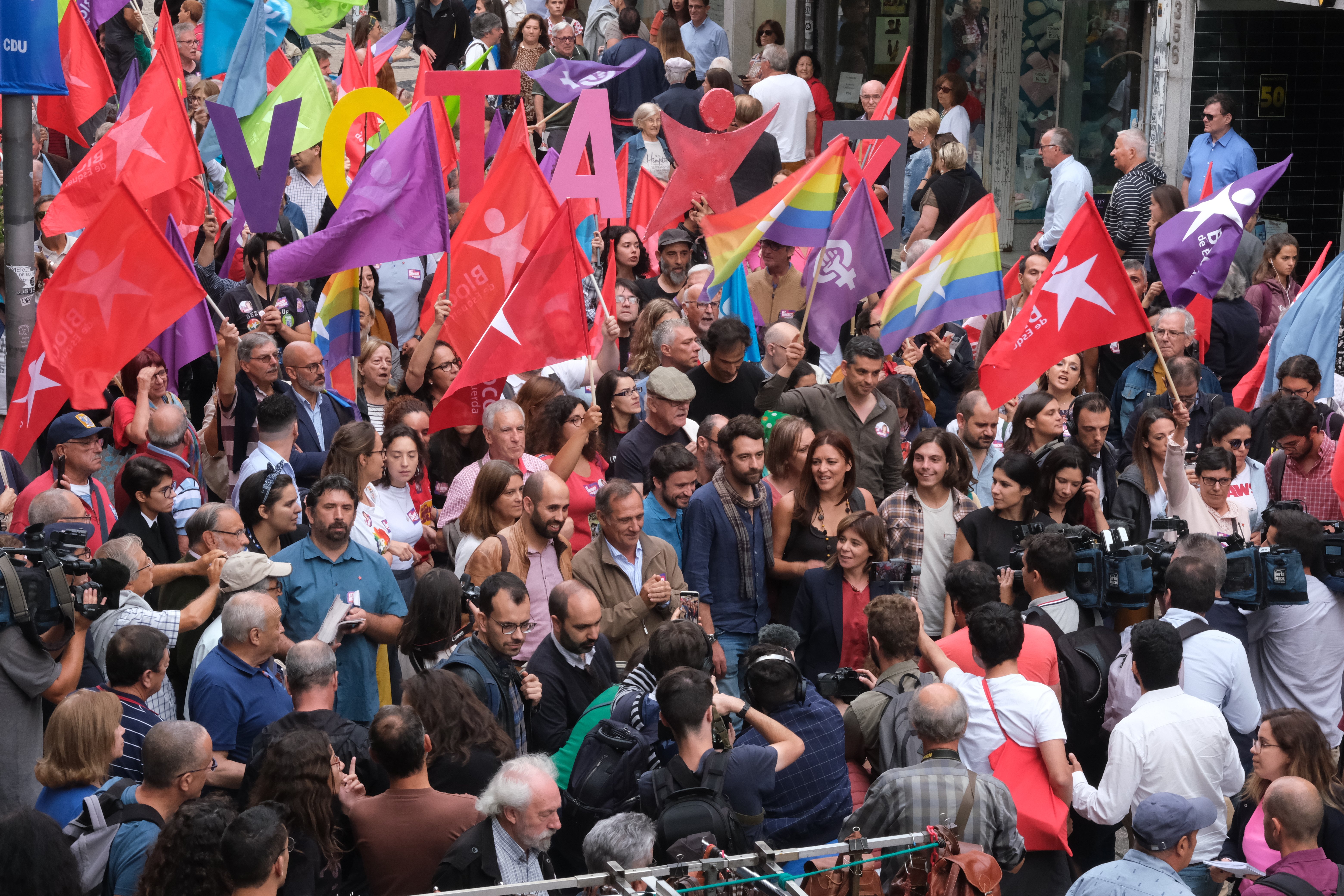
Arruada do Bloco de Esquerda, na Rua Santa Catarina, no Porto, durante a campanha das eleições legislativas em 2019.

#### Socialismo
O Bloco define-se como um partido anticapitalista que propõe um projeto socialista sendo crítico das experiências da ex-URSS, Coreia do Norte, China, etc. Na esteira de uma esquerda radical e heterodoxa, defende o socialismo como um projeto de democracia radical para as maiorias populares, assente no controlo democrático da produção e na distribuição da riqueza em função das necessidades da população, e reconhecendo os direitos fundamentais de opinião, como de organização partidária e sindical.

#### Centralidade da classe trabalhadora
A contradição entre trabalho e capital é central na visão de mundo que o Bloco de Esquerda sustenta, pelo que o partido defende a organização laboral dos setores mais precarizados na sua ação política, propondo-se a promover o direito da sindicalização e a renovação da experiência de auto-organização da classe trabalhadora.

#### Anti-imperialismo
No seu percurso político, o Bloco de Esquerda tomou posições públicas pela independência de Timor, contra a guerra no Iraque e no Afeganistão, em solidariedade com a Palestina, em oposição à invasão russa da Ucrânia, além da proposta consistente de saída de Portugal da NATO. O partido tem defendido o direito à autodeterminação dos povos, do Sahara Ocidental ao reconhecimento do estado da Palestina. Na resolução aprovada na sua XIII Convenção, o Bloco de Esquerda refere que o «imperialismo dos EUA continua sendo o mais perigoso», ao mesmo tempo que denuncia a «natureza imperialista da Rússia» e da República Popular da China.

#### Feminismo
As propostas referentes aos direitos das mulheres foram recorrentes no percurso do Bloco, desde a definição da violência doméstica como crime público, a defesa da despenalização do aborto e a correspondente proposta de referendo, à paridade de género e à igualdade salarial. Segundo o Dicionário de História Partidária – Bloco de Esquerda, «O desejo de tranformação feminista é parte do código genético do Bloco, um partido que desde o seu início afirmou a radicalidade da exigência pela igualdade e do respeito pela diferença, recusando uniformismos, estereótipos, a violências preconceitos e hierarquias.»

#### Antirracismo
Desde a sua fundação que o Bloco de Esquerda procura introduzir no debate público e no seu programa políticas de promoção de igualdade e de combate ao racismo. Exemplo disso foi o seu Programa Eleitoral para as eleições legislativas de Março de 2024, em que se indica «Persistem na sociedade e nas instituições preocupantes manifestações de um racismo estrutural enraizado que priva as pessoas afrodescendentes, ciganas e de outras comunidades racializadas dos seus direitos fundamentais» que o partido se propõe a continuar a combater. Simultâneamente, a representatividade de pessoas migrantes e afrodescendentes tem sido uma preocupação assumida pelo partido.

#### Direitos LGBTQI+
Já na fundação, em 1999, o Bloco assinalava como uma das suas causas centrais a luta contra a «discriminação por preferência sexual» e muitas das pessoas que participaram na fundação e no crescimento do partido eram rostos do movimento LGBT. A inscrição da não discriminação de pessoas do mesmo sexo, o reconhecimento do casamento entre pessoas do mesmo sexo e do direito a adoção, as medidas contra a discriminação das pessoas trans, entre outras leis aprovadas ao longo do século XXI foram propostas ou tiveram o apoio ativo do Bloco de Esquerda.

#### Ecossocialismo
A defesa de uma perspetiva de transformação social e ecológica de bases socialistas consolidou-se como parte do programa e percurso do Bloco de Esquerda. O partido prioriza as causas ambientais, relacionando-as com as sociais e a perspetiva de uma superação do atual modelo económico e social.

## História

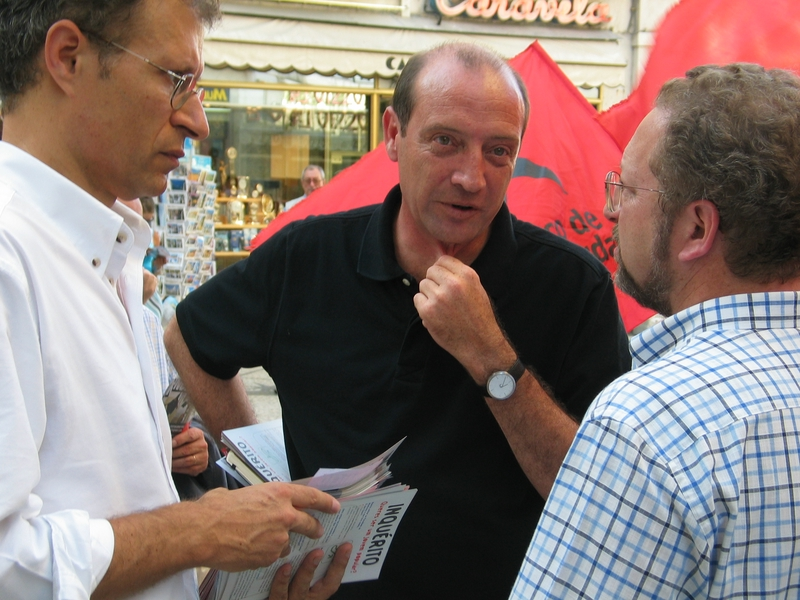
Francisco Louçã, Miguel Portas e Luís Fazenda durante a campanha para as eleições europeias de 2004.

### Origens
O partido foi fundado em 1999 e resulta da unificação de partidos já existentes: a União Democrática Popular (marxista), o Partido Socialista Revolucionário (trotskista mandelista) e a Política XXI (socialista democrática), junto com militantes independentes com origens em diversos setores da esquerda portuguesa. 
Entretanto, os partidos constituintes entraram num processo de auto-extinção. A Política XXI tornou-se uma associação de Acórdão 199/2008", do Tribunal Constitucional, publicado em Diário da República, 2ª Série – Nº 82 – 28 de Abril de 2008reflexão política que se exprime numa das revistas da área do Bloco, a Manifesto. A dissolução oficial da Política XXI enquanto partido é concluída a 2 de Abril de 2008. O PSR também se extinguiu, transformando-se igualmente numa associação que se exprime numa revista, a Combate. A UDP passou de partido a associação política, no início de 2005. Edita igualmente uma revista, A Comuna.
O Bloco de Esquerda tem como manifesto fundador o documento «Começar de Novo» que aponta à «superação dos sectarismos» para fundar um «partido-movimento» centrado tanto nas lutas sociais e do mundo do trabalho, «contra o capital financeiro», como em causas como a defesa dos imigrantes indocumentados ou o combate às várias discriminações baseadas no sexo, origem étnica, orientação sexual e de género.
Desde o início, o Bloco dá continuidade ao espaço da esquerda combativa vindo da Revolução de Abril e dos novos movimentos sociais que despontaram no fim do século XX. O movimento pela «alterglobalização» e a causa da paz, primeiro contra a guerra na Jugoslávia e, depois, no Afeganistão e Iraque, as mobilizações cidadãs de apoio a Timor-Leste e a luta estudantil contra as propinas foram parte do caldo de cultura de onde surgiu o Bloco de Esquerda. Em particular, o primeiro referendo pela despenalização da Interrupção Voluntária da Gravidez de 1998, em que a esquerda não obteve o resultado que pretendia, marcou o espaço político que veio a ser ocupado pelo partido, que foi parte do movimento social que levou à vitória no segundo referendo e à consagração na lei desse direito das mulheres.
O Bloco de Esquerda também se propôs a funcionar segundo um regime interno democrático, garantindo o direito a tendência, a diversidade de opiniões e aplicando a paridade de género nos organismos internos ou a rotatividade dos representantes eleitos.

### Primeiros Passos
As primeiras eleições em que o Bloco de Esquerda participou foi nas Europeias de 1999, tendo como cabeça de lista Miguel Portas. Obteve 61 920 votos (1,79% dos votos), não conseguindo eleger nenhum deputado. Em outubro do mesmo ano, concorre às eleições legislativas portuguesas de 1999, obtendo 131 840 votos, 2,46% e 2 deputados eleitos pelo círculo de Lisboa.

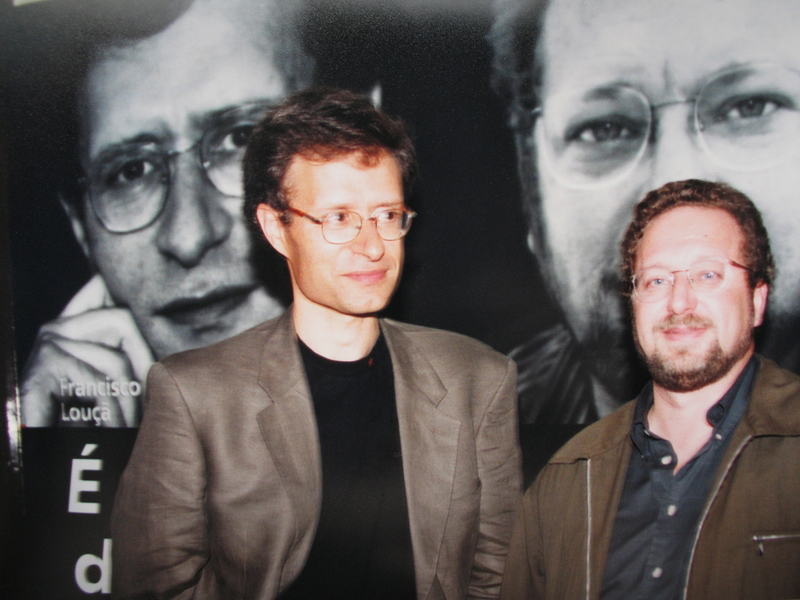
Francisco Louçã e Luís Fazenda, os primeiros deputados eleitos pelo Bloco de Esquerda nas eleições legislativas de 1999

Na sessão de tomada de posse da Assembleia da República, a 25 de outubro de 1999, os dois deputados do Bloco de Esquerda destacaram-se por terem permanecido de pé, recusando os lugares que lhes foram atribuídos nas filas secundárias. Nessa legislatura, no ano 2000, a lei que consagra a Violência Doméstica como crime público, uma das primeiras propostas legislativas do Bloco de Esquerda, é aprovada e publicada em Diário da República.
Em 2001, Fernando Rosas, dirigente e fundador do Bloco de Esquerda, é o primeiro candidato à Presidência da República apoiado pelo partido. Obtém 128 927 votos, correspondentes a 2,98%.
Nas eleições autárquicas portuguesas de 2001, consegue a conquista de uma Câmara, a de Salvaterra de Magos e 6 vereadores.

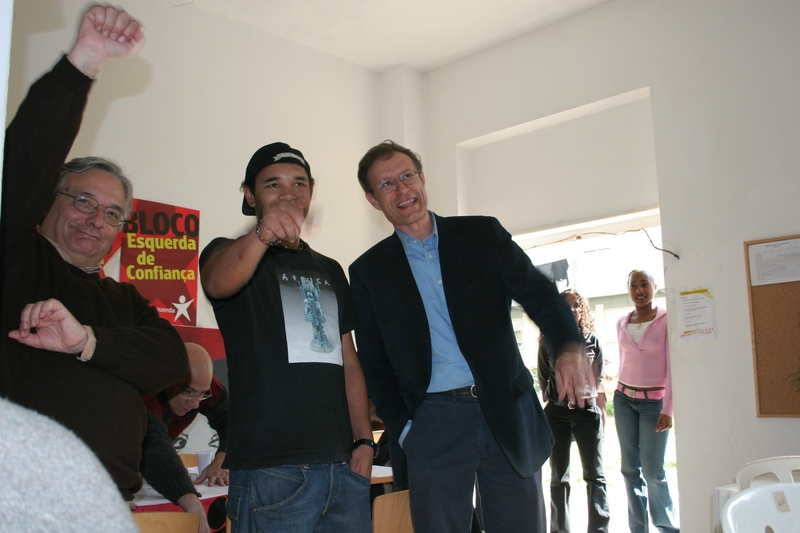
Francisco Louçã e Fernando Rosas durante a campanha para as eleições autárquicas de 2005

Nas eleições legislativas portuguesas de 2002, obteve 149 543 votos, 2,75% e 3 deputados, dois por Lisboa e um pelo Porto.
Na iminência da invasão do Iraque por uma coligação dirigida pelos EUA, o Bloco de Esquerda empenha-se na organização das grandes manifestações contra a guerra, a maior delas a 15 de fevereiro de 2003. A 1 de março, Francisco Louçã representa o Bloco de Esquerda num comício na Aula Magna, em Lisboa, que junta vários setores políticos contra a Guerra, incluindo oradores como Mário Soares, Odete Santos, Maria de Lourdes Pintassilgo ou Diogo Freitas do Amaral.
O Bloco elegeu o seu primeiro deputado europeu, Miguel Portas, nas eleições de 2004, obtendo 167 313 votos e 4,91% do total.
A 17 de outubro de 2004, o Bloco de Esquerda elegeu Paulo Martins como deputado à Assembleia Legislativa da Região Autónoma da Madeira, conseguindo 3,66% do total e 5035 votos, na sua primeira candidatura a este órgão.
Nas eleições legislativas de 20 de fevereiro de 2005, teve oito deputados eleitos. Nas autárquicas do mesmo ano, foi eleita a candidata independente apoiada pelo Bloco de Esquerda à Câmara Municipal de Salvaterra de Magos. Na sua IV Convenção Nacional, o Bloco de Esquerda oficializou Francisco Louçã como porta-voz da Comissão Política.
Já em 2005, foi aprovado pela convenção um conjunto de estatutos, que incluem um código de conduta e prevêem um quadro disciplinar, que anteriormente não existia.
Em janeiro de 2006, nas eleições presidenciais, Francisco Louçã obtém 5,3%, um total de 288 756 votos.

### Um partido consolidado
Em fevereiro de 2007, dá-se o segundo referendo pela despenalização da IVG. No ano anterior, os deputados do Bloco de Esquerda haviam votado favoravelmente à realização deste referendo. O Sim à despenalização ganha por uma importante margem, 59,25% contra 40,75% do Não. O Bloco de Esquerda integrou ativamente as várias plataformas unitárias que fizeram campanha pelo Sim.
Em 2007, na V convenção, foram apresentadas três moções de orientação política e uma quarta moção crítica apenas em relação ao funcionamento interno do Bloco. Na eleição, por voto secreto, da mesa nacional, a lista encabeçada por Francisco Louçã e que incluía as sensibilidades do PSR, da UDP e da PXXI obtém 77,5% dos eleitos, a lista B, encabeçada por Teodósio Alcobia, 5%, a lista C, encabeçada por João Delgado e integrando sindicalistas e membros da Ruptura/FER, 15%, e a lista D, encabeçada por Paulo Silva, 2,5%. Nesta convenção foi reafirmada uma orientação de oposição ao Governo de José Sócrates, do PS, ao mesmo tempo que foi destacada uma reafirmação programática ecologista. Nesse momento, o partido aprofundou um perfil político e programático que combinava a afirmação de uma proposta socialista e anticapitalista com a resposta ambiental e ecológica de transformação social.
Ainda no mesmo ano, em eleições intercalares, o Bloco elege um vereador à Câmara Municipal de Lisboa, o independente José Sá Fernandes, que encabeçou um movimento cidadão alargado em que o Bloco de Esquerda era a única força partidária.
Em fevereiro de 2009, dá-se a VI Convenção em que é aprovada a política de construção de uma «Esquerda Grande», apresentada como uma «esquerda grande a partir de baixo» contra um «Governo Sócrates clamorosamente falhado».
Nas eleições europeias de 2009, Miguel Portas, Marisa Matias e Rui Tavares foram eleitos para o Parlamento Europeu pelo bloco. Tavares viria a romper com o bloco em 2011, juntando-se ao Grupo Europeu dos Verdes.
Nas eleições legislativas de 27 de setembro de 2009, o Bloco de Esquerda viu o seu número de deputados eleitos crescer para 16, conseguindo assim a maior votação até então e tornando-se na 4.ª força política do país.
Em 2011, em plena campanha eleitoral das eleições legislativas de 2011, Francisco Louçã afirmou que o Bloco teve a sua maior vitória política desde a sua fundação, ao conseguir um consenso sobre a renegociação da dívida contraída durante a crise da dívida pública da Zona Euro.
O resultado das eleições legislativas de 2011 contrariou o, até então, linear aumento de expressão, dado que o partido reduziu para metade a sua representação na Assembleia da República.
A 24 de abril de 2012 morre Miguel Portas, vítima de cancro no pulmão. Miguel Portas foi fundador da Política XXI, e do Bloco de Esquerda. No momento do seu falecimento, foram prestadas homenagens vindas de um amplo espectro político para lá do Bloco de Esquerda.

### Novas Lideranças
Em novembro de 2012, na VIII Convenção do partido, foram eleitos João Semedo e Catarina Martins para a liderança do Bloco de Esquerda, sucedendo a Francisco Louçã.

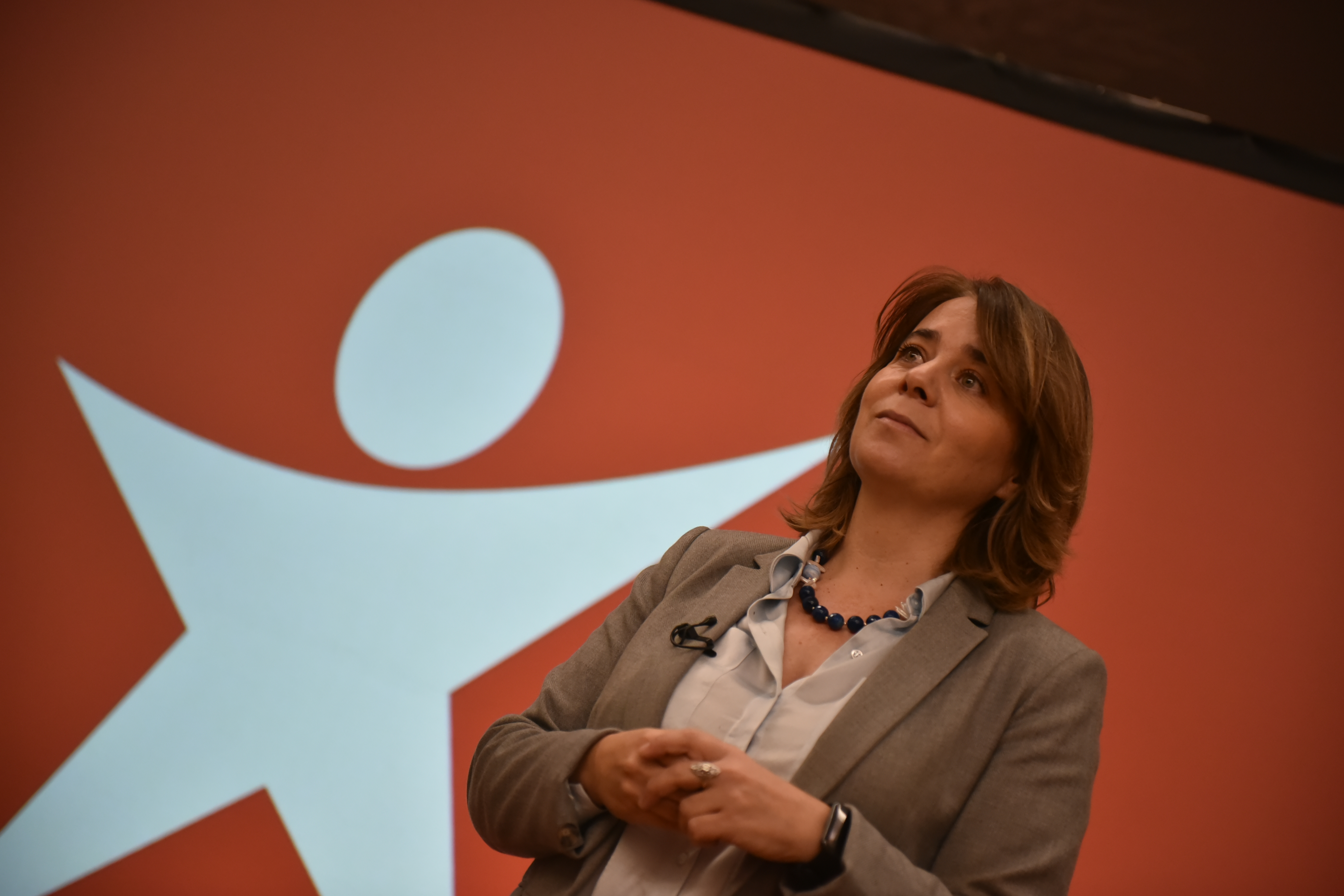
Catarina Martins, coordenadora de 2014 até 2023.

Entre 2012 e 2014, clivagens entre os movimentos e tendências que compunham o partido dão origem a novos projectos políticos. Concretizou-se a desvinculação da Ruptura/FER, e do Fórum Manifesto dando origem a um partido, o Movimento Alternativa Socialista, e a uma "candidatura cidadã" a Tempo de Avançar, que se associou ao partido Livre.  O Bloco, após uma queda eleitoral, recuperaria o seu espaço político.
Em março de 2013, Daniel Oliveira, fundador do partido por via da Política XXI, anunciou a sua demissão do Bloco de Esquerda, indicando como motivos o "sectarismo interno, que enfraqueceu o partido e o seu debate democrático" e o "sectarismo externo, que tem impedido o Bloco de ser, como sempre quis ser, um fator de convergência e reconfiguração da esquerda portuguesa".

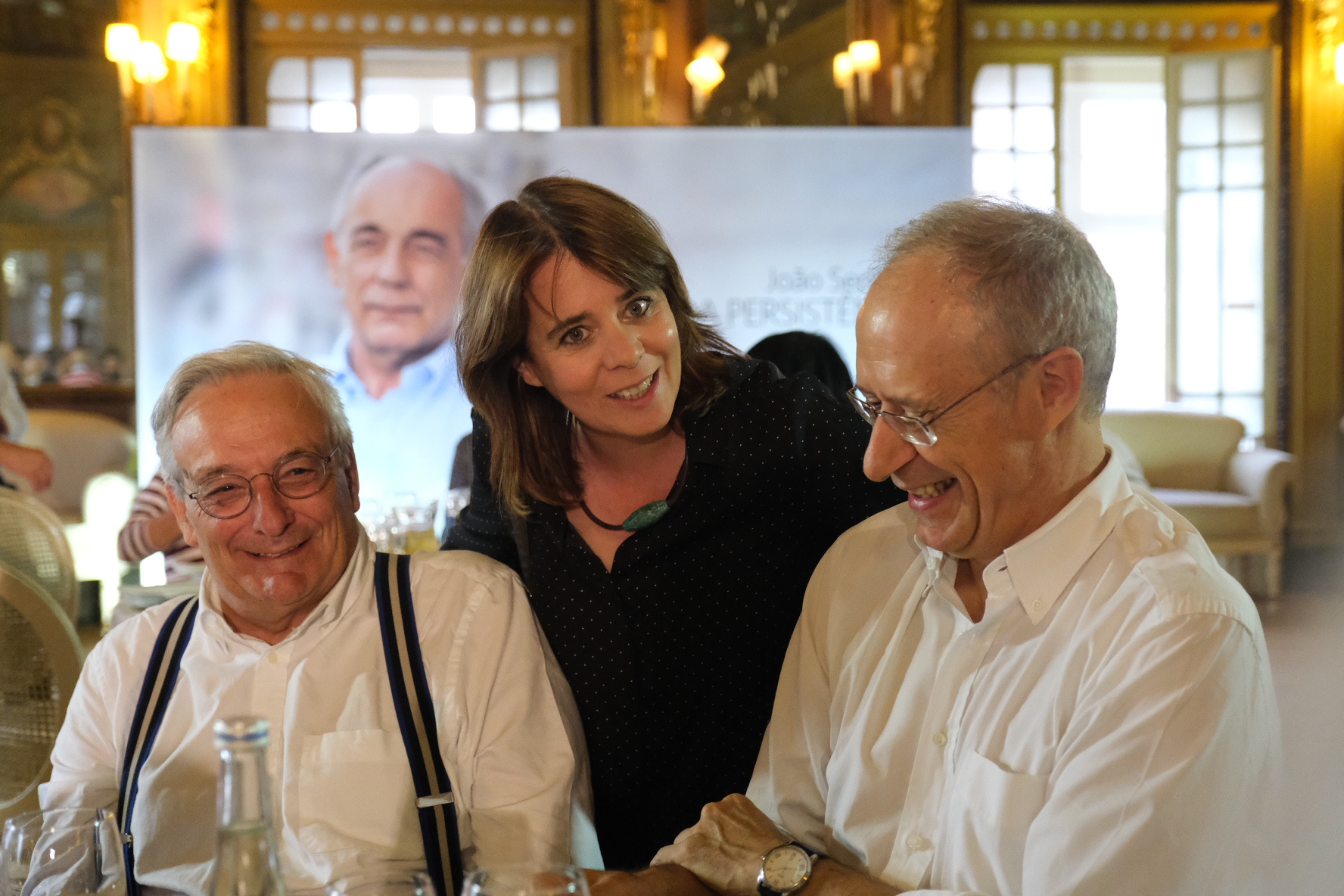
Catarina Martins, Francisco Louçã e Fernando Rosas durante uma homenagem a João Semedo

Daniel Oliveira também apontou como motivação para o seu abandono a criação de uma corrente partidária interna dominante por João Semedo, José Manuel Pureza e Francisco Louçã, denominada Socialismo, que "cristaliza as divergências da última Convenção, exclui dos principais debates e decisões pelo menos um quarto dos militantes e cria um cordão sanitário entre 'poder' e 'oposição', afirmando uma lógica de fidelidades que só pode ser prejudicial ao Bloco".
A 12 de Julho de 2014, os militantes da corrente Fórum Manifesto anunciam a sua desvinculação do Bloco de Esquerda. A corrente Fórum Manifesto apontou como causa da sua desvinculação o resultado da liderança do partido, tendo anunciado "as derrotas que o BE teve nos últimos anos e que o conduziram à magra expressão eleitoral obtida nas últimas eleições europeias, não são um reflexo de fatores externos. São fruto da acumulação de erros não corrigidos, inscritos numa orientação política que divorciou crescentemente o Bloco do seu potencial eleitorado".
Durante o mesmo período, ocorreram em Portugal grandes mobilizações, convocadas por movimentos sociais como a plataforma «Que se Lixe a Troika», além de greves gerais e setoriais. Nesse contexto, o Bloco apostou na mobilização social dando voz à exigência da demissão do governo PSD-CDS encabeçado por Pedro Passos Coelho e Paulo Portas.

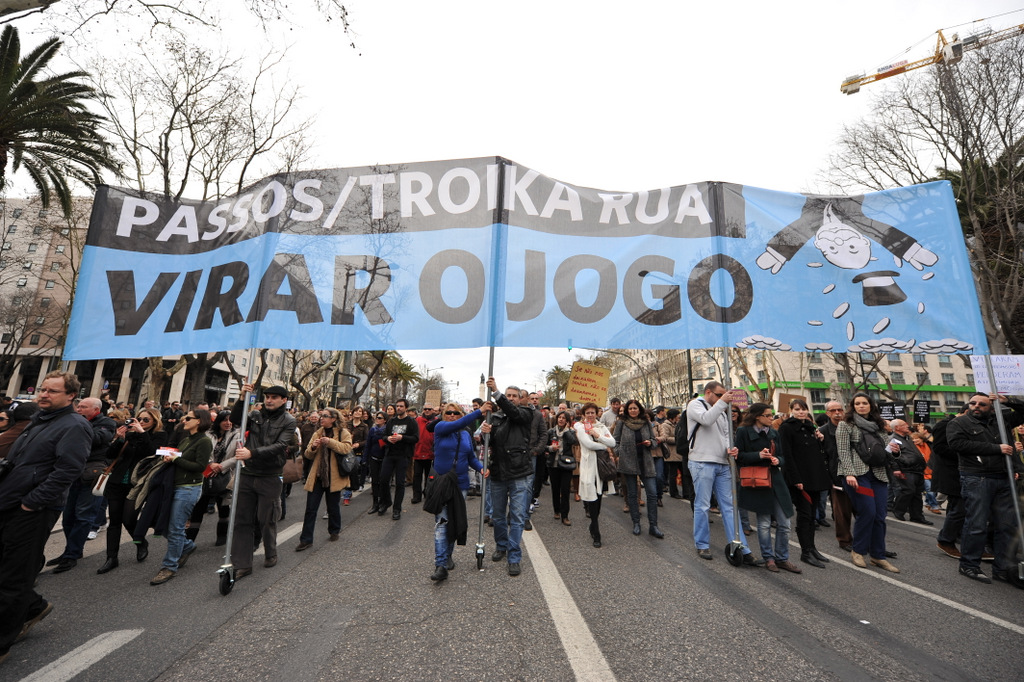
Cartaz do Bloco de Esquerda na manifestação «Que se Lixe a Troika! Queremos as nossas vidas» de 2 de março de 2013.

Na IX Convenção, em novembro de 2014, houve cinco moções que se apresentaram a votação. Na resolução aprovada é desenvolvida a política antes enunciada como «Esquerda Grande», sendo aprovada uma orientação que preconizava uma política de unidade das várias esquerdas de forma a construir uma alternativa ao chamado Bloco Central (PS e PSD). Adicionalmente, eram enumeradas as bases programáticas na qual se podia basear essa convergência, que incluíam o abandono da política dita de austeridade, a reestruturação das dívidas pública e externa, a nacionalização do sistema bancário e a saída de Portugal da NATO.
A 30 de novembro de 2014, na sequência da IX Convenção do Bloco, é alterado o modelo de liderança e passa a vigorar uma nova Comissão Permanente composta por seis membros, com Catarina Martins como porta-voz.

### «Da Geringonça à oposição»
Nas eleições legislativas de 4 de outubro de 2015, o Bloco de Esquerda viu o seu número de deputados eleitos crescer para 19. Consegue assim a maior votação da sua história e torna-se a terceira força política do país, sendo o partido que mais cresceu. Após negociações, o Bloco de Esquerda formaliza um acordo histórico para influenciar um governo do Partido Socialista, apoio parlamentar dado também pelo PEV e PCP. O governo liderado por António Costa toma posse a 25 de novembro de 2015. Foi a legislatura da chamada «Geringonça». O XXI Governo Constitucional, apoiado por toda a esquerda parlamentar, que viabilizou os quatro Orçamentos do Estado entre 2015 e 2019, viria a aumentar sucessivamente o salário mínimo, aumentar pensões e devolver subsídios de férias, repor feriados nacionais e ainda descongelar carreiras, ao mesmo tempo que assegurou o rigor das contas públicas.
A 26 de junho de 2016, após a X Convenção do Bloco, Catarina Martins passou a ser a coordenadora do partido.

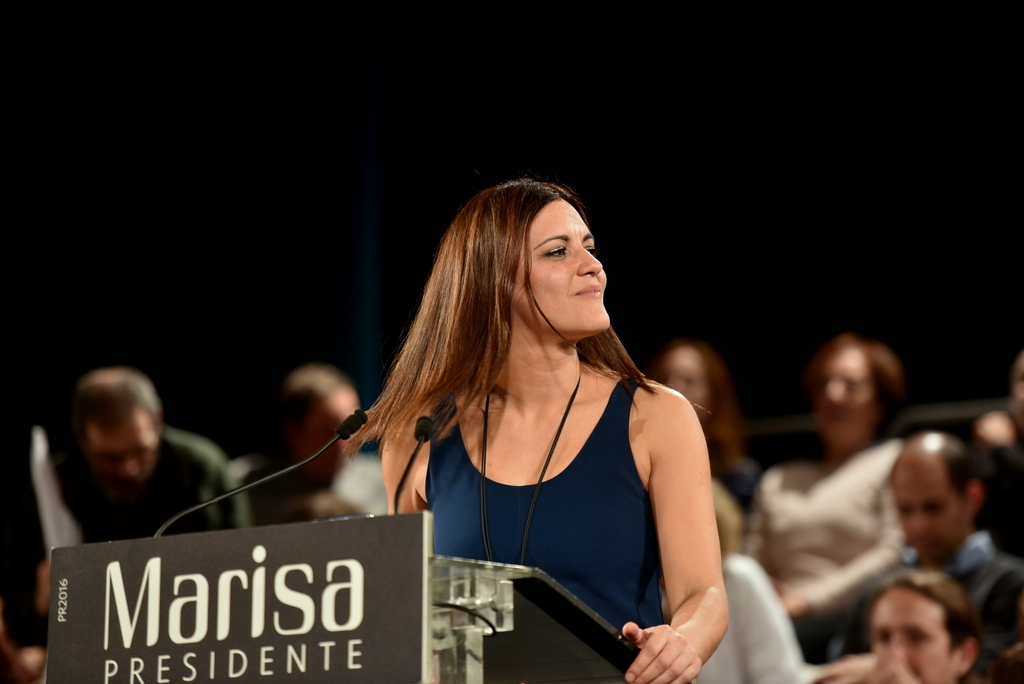
Marisa Matias em comício com Pablo Iglesias, no âmbito das eleições presidenciais de 2016.

Em 2016, Marisa Matias, eurodeputada do Bloco de Esquerda, é candidata à Presidência da República, alcançando 10% dos votos e sendo a mulher mais votada de sempre, até então, em eleições presidenciais.
Nas eleições autárquicas de 2017, o Bloco de Esquerda aumentou a sua representação autárquica, aumentando o número de vereadores eleitos de 8 para 12, de deputados municipais de 100 para 125 e passou de 138 para 213 o número de eleitos em assembleias freguesias.
Na sequência das eleições autárquicas de 2017, Ricardo Robles assume o cargo de vereador da Câmara Municipal de Lisboa. Em 2018, Ricardo Robles demite-se da vereação na sequência da polémica em torno dos seus investimentos imobiliários em Lisboa em edifícios destinados a alojamento local.
No mesmo período, começam a ganhar espaço movimentos sociais como as «Greves Feministas» e as «Greves climáticas estudantis», assim como lutas laborais na educação, na saúde ou entre os trabalhadores do estado com vínculo precário. A XI Convenção, realizada em novembro de 2018, assinalava a importância das lutas sociais em setores como a educação e a saúde, os movimentos sociais ambientalistas e também greves em empresas estratégicas como a Autoeuropa ou a PT/Altice. Na moção aprovada, afirmava-se a pretensão de envolver a militância bloquista nesses processos de contestação social.
Nas eleições europeias de 2019, o Bloco de Esquerda consolidou a posiçao de terceiro partido do país ao conseguir eleger José Gusmão como segundo eurodeputado, juntamente com a primeira candidata Marisa Matias. Nas eleições legislativas de 2019, o partido manteve-se como a terceira força eleitoral, com os mesmos 19 deputados na Assembleia da República.
Na sequência destes resultados, tendo o Partido Socialista obtido uma maioria relativa na Assembleia da República, Catarina Martins desafia o primeiro-ministro António Costa a assinar um acordo escrito assente em alterações à lei laboral e no reforço do Serviço Nacional de Saúde de forma a garantir o apoio ao Governo por parte do Bloco. Tendo sido recusada a proposta, o Bloco de Esquerda viabilizou o Orçamento de Estado para 2020, mas votou contra os dois orçamentos seguintes por não ter sido alcançado um acordo que protegesse o SNS e alterasse as leis laborais do tempo da troika. Em novembro de 2021, com o voto contra dos eleitos da CDU a somar-se aos do Bloco, o Orçamento foi chumbado. Perante esse voto de rejeição e a demissão do Governo, o Presidente da República decidiu antecipar as eleições para janeiro de 2022.
Nas eleições presidenciais de 2021, Marisa Matias volta a candidatar-se com o apoio do Bloco, ficando desta feita pelos 164 741 votos, 3,95% do total.
Nas eleições legislativas de 2022, o Bloco obteve 4,4% dos votos e desceu de 19 para 5 deputados à Assembleia da República, passando ao estatuto de sexta força política. A 30 de abril de 2022, realiza-se a III Conferência do partido uma orientação resumida como «da geringonça à oposição, sem arrependimentos». Em fevereiro de 2023, tem lugar o 1º Fórum LGBTQI+ sob o mote «Orgulho contra o conservadorismo», dando corpo à presença de ativistas do Bloco nas marchas pelo orgulho em todo o país. Em julho do mesmo ano, organiza-se o acampamento «Liberdade», retomando esta iniciativa de jovens do Bloco interrompida nos anos anteriores devido à pandemia e aos incêndios florestais.
Em maio de 2023, sob o mote «Levar o país a sério», realiza-se a XIII Convenção, centrada na oposição à maioria absoluta do PS e em que Mariana Mortágua é apontada como nova coordenadora. A resolução aprovada vai no mesmo sentido, afirmando que o Bloco de Esquerda se centraria na oposição ao Governo de António Costa, acentuando a luta contra a desigualdade e o desígnio ecossocialista.
Já em setembro do mesmo ano, nas eleições legislativas regionais da Madeira, o Bloco regressa ao parlamento regional, após não ter eleito nenhum representante em 2019, subindo a sua votação e percentagem para 3036 e 2,24%, respectivamente.
Já no início de 2024, houve eleições antecipadas para a Assembleia Legislativa Regional dos Açores, realizadas a 4 de fevereiro. O Bloco de Esquerda manteve-se como quarta força no arquipélago, com 2,54% da votação e passando de dois para apenas um deputado.

### Novo ciclo
Em novembro do mesmo ano, quando o primeiro-ministro António Costa se demite na sequência das buscas policiais no Palácio de S.Bento, no âmbito da Operação Influencer, o Bloco é o primeiro partido de esquerda a exigir a realização de eleições antecipadas.
Após, a dissolução da Assembleia da República e a convocação de eleições para 10 março e na sequência da eleição de um novo secretário-geral do PS, Mariana Mortágua declara a disponibilidade do partido para fazer parte de uma solução maioritária pós-eleitoral que mantenha a direita em minoria na Assembleia da República. O Bloco apresenta a habitação, os salários, os serviços públicos, os cuidados e o clima como aspectos programáticos centrais para a constituição dessa maioria.
A 10 de março, ocorrem as eleições e o Bloco aumenta a sua votação e mantém o mesmo número de deputados de 2022.
Do programa do Bloco de Esquerda, apresentado e levado a votos nas eleições de março de 2024, fazem parte as seguintes medidas:
- Habitação: imposição de tetos para as rendas; limitação dos juros bancários; proibir a venda de casas a estrangeiros não residentes;[96]
- Trabalho e salários: Aumento do salário mínimo e médio; introdução de leques salariais que diminuam a desigualdade entre salários; fim da caducidade da contratação coletiva; reconhecimento dos direitos laborais do trabalho em plataformas; fim do outsourcing abusivo;[97][98]
- Serviços públicos: autonomia dos Centros de Saúde e Hospitais para contratar profissionais; criação de uma rede nacional de creches públicas; devolução do tempo de serviço dos professores; contratação de 20 mil pessoas para a função pública para responder às necessidades;[99][100][101]
- Justiça Fiscal: proibição de transferências para offshores; fim dos benefícios fiscais injustificados; simplificação das regras fiscais sobre o trabalho e o consumo de bens essenciais.[102]

O partido elegeu cinco deputados nestas eleições, pelos 
Nas eleições legislativas antecipadas de 18 de maio de 2025, o Bloco de Esquerda apenas conseguiu eleger Mariana Mortágua (pelo distrito de Lisboa), naquilo que a mesma designou como uma "grande derrota" para o partido e que foi o pior resultado do Bloco de Esquerda em mais de duas décadas.

## Deputados

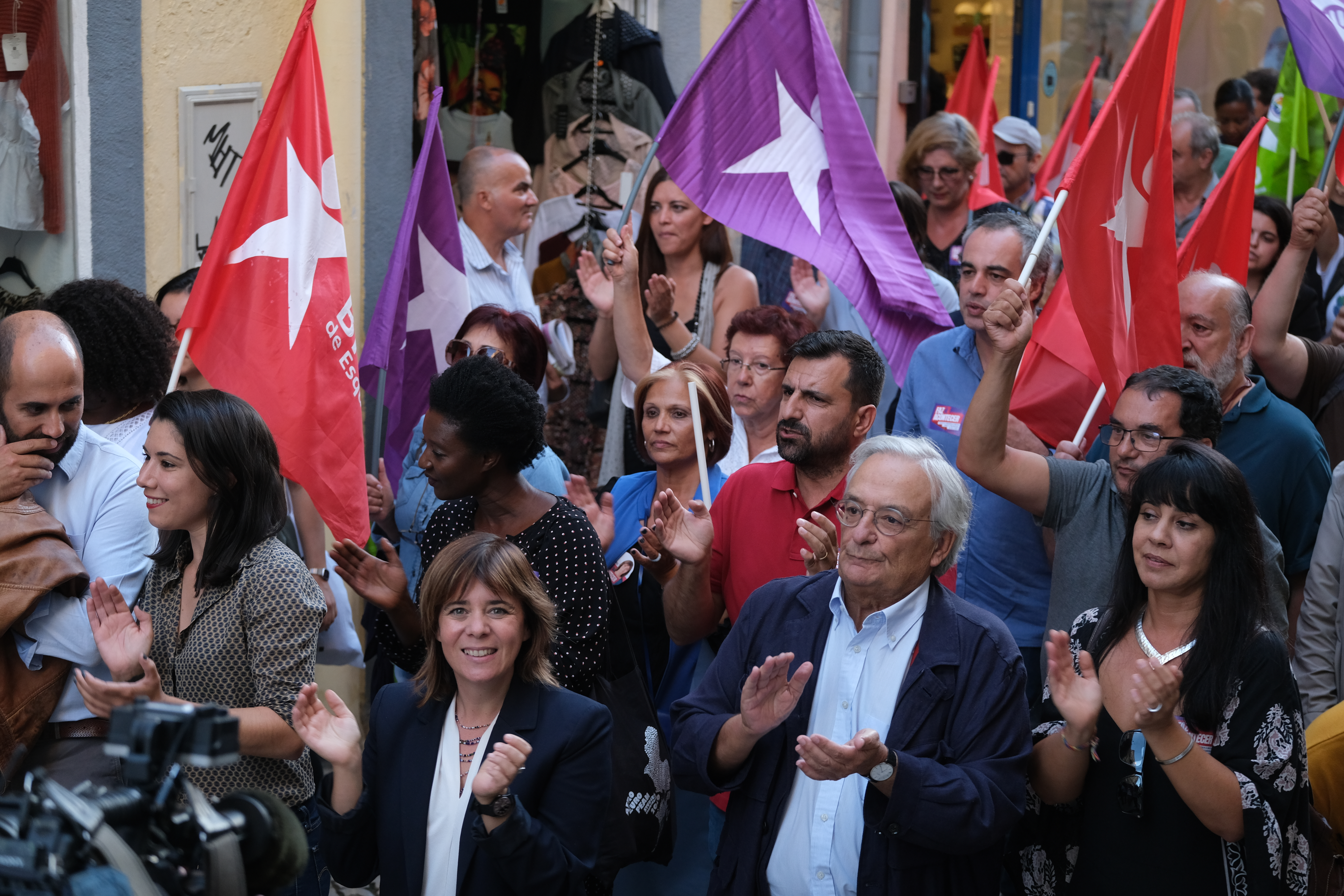
Arruada do Bloco de Esquerda em Setúbal durante a campanha para as eleições legislativas de 2019

### Assembleia da República[104]

#### XVII Legislatura (2025 – presente)
| Círculo | Deputado         | Cargos               | Refs.   |
| ------- | ---------------- | -------------------- | ------- |
| Lisboa  | Mariana Mortágua | Coordenadora do B.E. | [ 105 ] |

#### XVI Legislatura (2024 – 2025)
| Círculo | Deputado                      | Cargos                          | Refs.           |
| ------- | ----------------------------- | ------------------------------- | --------------- |
| Lisboa  | Mariana Mortágua              | Coordenadora do B.E.            | [ 105 ]         |
| Lisboa  | Fabian Figueiredo             | Presidente do Grupo Parlamentar | [ 106 ]         |
| Porto   | Marisa Matias                 |                                 | [ 107 ]         |
| Porto   | José Soeiro renunciou em 2025 |                                 | [ 108 ] [ 109 ] |
| Porto   | Isabel Pires desde 2025       |                                 | [ 110 ] [ 111 ] |
| Setúbal | Joana Mortágua                |                                 | [ 112 ]         |

#### XV Legislatura (2022 – 2024)
| Círculo | Deputado                           | Cargos                            | Refs.           |
| ------- | ---------------------------------- | --------------------------------- | --------------- |
| Lisboa  | Mariana Mortágua                   | Coordenadora do B.E. (desde 2023) | [ 105 ]         |
| Lisboa  | Pedro Filipe Soares                | Presidente do Grupo Parlamentar   | [ 113 ]         |
| Porto   | Catarina Martins renunciou em 2023 | Coordenadora do B.E. (2012-2023)  | [ 114 ] [ 115 ] |
| Porto   | José Soeiro                        |                                   | [ 108 ]         |
| Porto   | Isabel Pires desde 2023            |                                   | [ 110 ] [ 115 ] |
| Setúbal | Joana Mortágua                     |                                   | [ 112 ]         |

#### XIV Legislatura (2019 – 2022)
| Círculo  | Deputado                       | Cargos                                     | Refs.           |
| -------- | ------------------------------ | ------------------------------------------ | --------------- |
| Lisboa   | Mariana Mortágua               |                                            | [ 105 ]         |
| Lisboa   | Pedro Filipe Soares            | Presidente do Grupo Parlamentar            | [ 113 ]         |
| Lisboa   | Beatriz Gomes Dias             |                                            | [ 116 ]         |
| Lisboa   | Jorge Costa                    |                                            | [ 117 ]         |
| Lisboa   | Isabel Pires                   |                                            | [ 110 ]         |
| Porto    | Catarina Martins               | Coordenadora do B.E.                       | [ 114 ]         |
| Porto    | José Soeiro                    |                                            | [ 108 ]         |
| Porto    | Luís Monteiro                  |                                            | [ 118 ]         |
| Porto    | Maria Manuel Rola              |                                            | [ 119 ]         |
| Braga    | José Maria Cardoso             |                                            | [ 120 ]         |
| Braga    | Alexandra Vieira               |                                            | [ 121 ]         |
| Setúbal  | Joana Mortágua                 |                                            | [ 112 ]         |
| Setúbal  | Sandra Cunha renunciou em 2021 |                                            | [ 122 ] [ 123 ] |
| Setúbal  | Diana Santos a partir de 2021  |                                            | [ 124 ] [ 123 ] |
| Aveiro   | Moisés Ferreira                |                                            | [ 125 ]         |
| Aveiro   | Nelson Peralta                 |                                            | [ 126 ]         |
| Leiria   | Ricardo Vicente                |                                            | [ 127 ]         |
| Coimbra  | José Manuel Pureza             | Vice-presidente da Assembleia da República | [ 128 ]         |
| Faro     | João Vasconcelos               |                                            | [ 129 ]         |
| Santarém | Fabíola Cardoso                |                                            | [ 130 ]         |

#### XIII Legislatura (2015 – 2019)
| Círculo  | Deputado                           | Cargos                                     | Refs.           |
| -------- | ---------------------------------- | ------------------------------------------ | --------------- |
| Lisboa   | Mariana Mortágua                   |                                            | [ 105 ]         |
| Lisboa   | Pedro Filipe Soares                | Presidente do Grupo Parlamentar            | [ 113 ]         |
| Lisboa   | Jorge Costa                        |                                            | [ 117 ]         |
| Lisboa   | Isabel Pires                       |                                            | [ 110 ]         |
| Lisboa   | Jorge Falcato Simões               |                                            | [ 131 ]         |
| Porto    | Catarina Martins                   | Coordenadora do B.E.                       | [ 114 ]         |
| Porto    | José Soeiro                        |                                            | [ 108 ]         |
| Porto    | Luís Monteiro                      |                                            | [ 118 ]         |
| Porto    | Domicília Costa renunciou em 2017  |                                            | [ 132 ] [ 133 ] |
| Porto    | Jorge Campos                       |                                            | [ 134 ]         |
| Porto    | Maria Manuel Rola desde 2017       |                                            | [ 119 ] [ 133 ] |
| Braga    | Pedro Soares                       |                                            | [ 135 ]         |
| Setúbal  | Joana Mortágua                     |                                            | [ 112 ]         |
| Setúbal  | Sandra Cunha                       |                                            | [ 122 ]         |
| Aveiro   | Moisés Ferreira                    |                                            | [ 125 ]         |
| Leiria   | Heitor de Sousa                    |                                            | [ 136 ]         |
| Coimbra  | José Manuel Pureza                 | Vice-presidente da Assembleia da República | [ 128 ]         |
| Faro     | João Vasconcelos                   |                                            | [ 129 ]         |
| Santarém | Carlos Matias                      |                                            | [ 137 ]         |
| Madeira  | Paulino Ascensão renunciou em 2018 |                                            | [ 138 ] [ 139 ] |
| Madeira  | Ernesto Ferraz desde 2018          |                                            | [ 140 ] [ 139 ] |

#### XII Legislatura (2011 – 2015)
| Círculo | Deputado                          | Cargos                                       | Refs.           |
| ------- | --------------------------------- | -------------------------------------------- | --------------- |
| Lisboa  | Francisco Louçã renunciou em 2012 | Coordenador do B.E. (1999-2012)              | [ 141 ] [ 142 ] |
| Lisboa  | Ana Drago renunciou em 2013       |                                              | [ 143 ] [ 144 ] |
| Lisboa  | Luís Fazenda                      | Presidente do Grupo Parlamentar (2011-2012)  | [ 145 ]         |
| Lisboa  | Helena Pinto desde 2012           |                                              | [ 146 ] [ 142 ] |
| Lisboa  | Mariana Mortágua desde 2013       |                                              | [ 105 ] [ 144 ] |
| Porto   | João Semedo renunciou em 2015     | Coordenador do B.E. (2012-2014)              | [ 147 ]         |
| Porto   | Catarina Martins                  | Coordenadora do B.E. (2012-2023)             | [ 114 ]         |
| Porto   | José Soeiro desde 2015            |                                              | [ 108 ]         |
| Setúbal | Mariana Aiveca                    |                                              | [ 148 ]         |
| Aveiro  | Pedro Filipe Soares               | Presidente do Grupo Parlamentar (desde 2012) | [ 113 ]         |
| Faro    | Cecília Honório renunciou em 2015 |                                              | [ 149 ] [ 150 ] |
| Faro    | Eugénia Taveira desde 2015        |                                              | [ 151 ] [ 150 ] |

#### XI Legislatura (2009 – 2011)
| Círculo  | Deputado                         | Cargos                                     | Refs.           |
| -------- | -------------------------------- | ------------------------------------------ | --------------- |
| Lisboa   | Francisco Louçã                  | Coordenador do B.E.                        | [ 141 ]         |
| Lisboa   | Ana Drago                        |                                            | [ 143 ]         |
| Lisboa   | Luís Fazenda                     | Vice-presidente da Assembleia da República | [ 145 ]         |
| Lisboa   | Helena Pinto                     |                                            | [ 146 ]         |
| Lisboa   | Rita Calvário                    |                                            | [ 152 ]         |
| Porto    | João Semedo                      |                                            | [ 147 ]         |
| Porto    | José Soeiro                      |                                            | [ 108 ]         |
| Porto    | Catarina Martins                 |                                            | [ 114 ]         |
| Braga    | Pedro Soares                     |                                            | [ 135 ]         |
| Setúbal  | Fernando Rosas renunciou em 2010 |                                            | [ 153 ] [ 154 ] |
| Setúbal  | Mariana Aiveca                   |                                            | [ 148 ]         |
| Setúbal  | Jorge Costa desde 2010           |                                            | [ 117 ] [ 154 ] |
| Aveiro   | Pedro Filipe Soares              |                                            | [ 113 ]         |
| Coimbra  | José Manuel Pureza               | Presidente do Grupo Parlamentar            | [ 128 ]         |
| Leiria   | Heitor de Sousa                  |                                            | [ 136 ]         |
| Santarém | José Gusmão                      |                                            | [ 155 ]         |
| Faro     | Cecília Honório                  |                                            | [ 149 ]         |

#### X Legislatura (2005 – 2009)
- Alda Macedo
- Ana Drago
- António Chora
- Cecília Honório
- Fernando Rosas
- Francisco Louçã (Coordenador do B.E.)
- Helena Pinto
- João Semedo
- João Teixeira Lopes
- José Soeiro
- Luís Fazenda (Presidente do Grupo Parlamentar)
- Mariana Aiveca

#### IX Legislatura (2002 – 2005)
- Alda Sousa
- Ana Drago
- Francisco Louçã
- Joana Amaral Dias
- João Teixeira Lopes
- Luís Fazenda

#### VIII Legislatura (1999 – 2002)
- Fernando Rosas
- Francisco Louçã
- Helena Neves
- Luís Fazenda

### Parlamento Europeu

#### X Legislatura (2024-Presente)
- Catarina Martins

#### IX Legislatura (2019–2024)
- Marisa Matias
- José Gusmão
- Anabela Rodrigues

#### VIII Legislatura (2014–2019)
- Marisa Matias

#### VII Legislatura (2009–2014)
- Alda Sousa
- Marisa Matias
- Miguel Portas
- Rui Tavares (independente)

#### VI Legislatura (2004–2009)
- Miguel Portas

## Resultados eleitorais

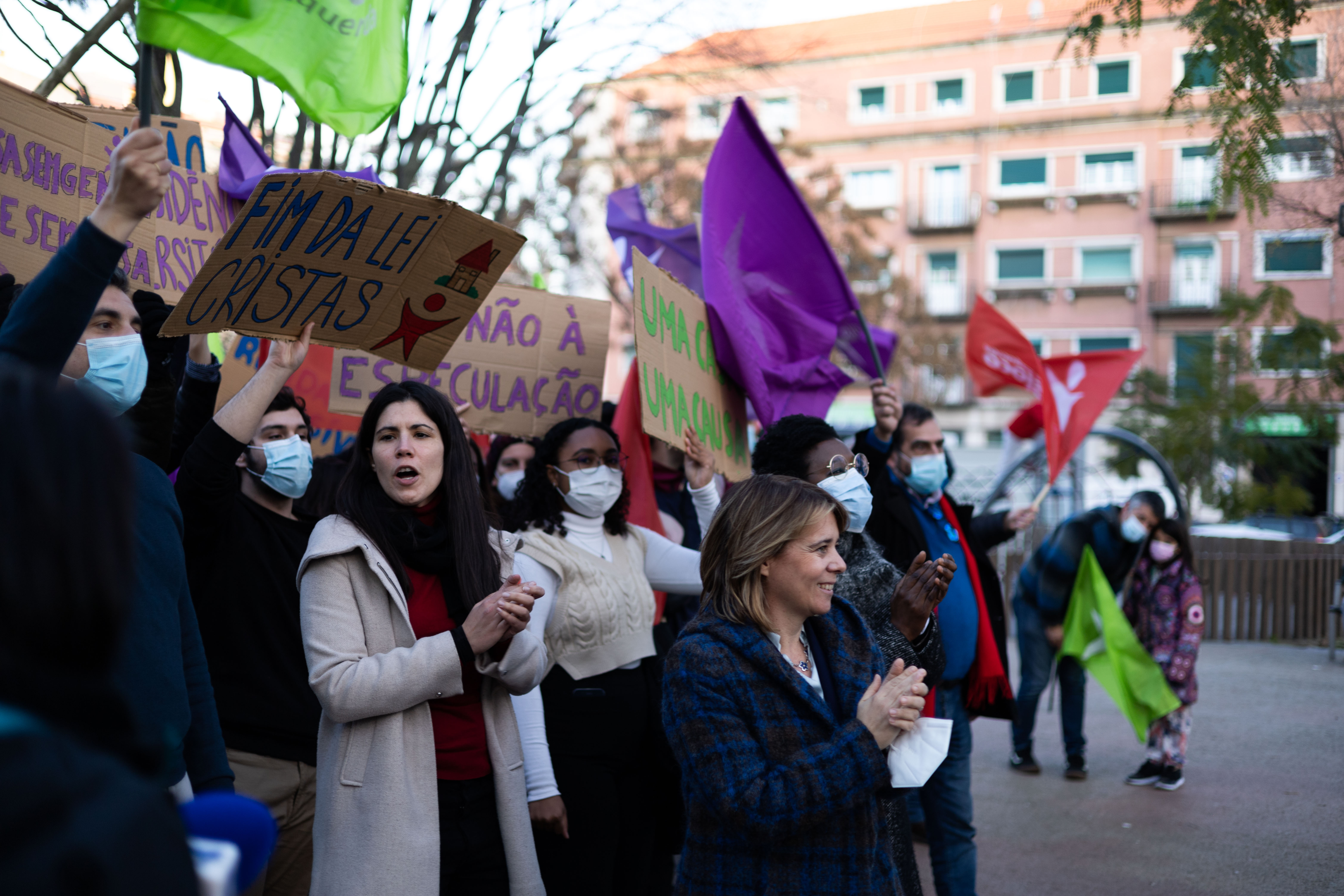
Arruada do Bloco de Esquerda em Lisboa com Catarina Martins e Mariana Mortágua durante a campanha para as eleições legislativas de 2022

### Eleições legislativas
| Data | Líder            | CI. | Votos   | %              | +/-  | Deputados | +/-     | Status            |
| ---- | ---------------- | --- | ------- | -------------- | ---- | --------- | ------- | ----------------- |
| 1999 | Francisco Louçã  | 5.º | 132 333 | 2,44 / 100,00  |      | 2 / 230   |         | Oposição          |
| 2002 | Francisco Louçã  | 5.º | 153 877 | 2,81 / 100,00  | 0,37 | 3 / 230   | 1       | Oposição          |
| 2005 | Francisco Louçã  | 5.º | 364 971 | 6,35 / 100,00  | 3,54 | 8 / 230   | 5       | Oposição          |
| 2009 | Francisco Louçã  | 4.º | 558 062 | 9,82 / 100,00  | 3,47 | 16 / 230  | 8       | Oposição          |
| 2011 | Francisco Louçã  | 5.º | 288 973 | 5,17 / 100,00  | 4,65 | 8 / 230   | 8       | Oposição          |
| 2015 | Catarina Martins | 3.º | 550 892 | 10,19 / 100,00 | 5,02 | 19 / 230  | 11      | Apoio parlamentar |
| 2019 | Catarina Martins | 3.º | 500 017 | 9,52 / 100,00  | 0,67 | 19 / 230  | Estável | Oposição          |
| 2022 | Catarina Martins | 5.º | 244 603 | 4,40 / 100,00  | 5,12 | 5 / 230   | 14      | Oposição          |
| 2024 | Mariana Mortágua | 5.º | 282 314 | 4,36 / 100,00  | 0,04 | 5 / 230   | Estável | Oposição          |
| 2025 | Mariana Mortágua | 7.º | 125 710 | 1,99 / 100,00  | 2,37 | 1 / 230   | 4       | Oposição          |

#### Açores
| Data | CI. | Votos | %           | +/- | Deputados | +/-     |
| ---- | --- | ----- | ----------- | --- | --------- | ------- |
| 1999 | 5.º | 993   | 1,1 / 100,0 |     | 0 / 5     |         |
| 2002 | 4.º | 1 269 | 1,4 / 100,0 | 0,3 | 0 / 5     | Estável |
| 2005 | 4.º | 2 636 | 2,9 / 100,0 | 1,5 | 0 / 5     | Estável |
| 2009 | 4.º | 6 965 | 7,3 / 100,0 | 4,4 | 0 / 5     | Estável |
| 2011 | 4.º | 3 966 | 4,4 / 100,0 | 2,9 | 0 / 5     | Estável |
| 2015 | 3.º | 7 330 | 7,8 / 100,0 | 3,5 | 0 / 5     | Estável |
| 2019 | 3.º | 6 661 | 8,0 / 100,0 | 0,2 | 0 / 5     | Estável |
| 2022 | 4.º | 3 589 | 4,3 / 100,0 | 3,7 | 0 / 5     | Estável |
| 2024 | 4.º | 3 622 | 3,4 / 100,0 | 0,9 | 0 / 5     | Estável |
| 2025 | 6.º | 2 106 | 2,1 / 100,0 | 1,3 | 0 / 5     | Estável |

#### Aveiro
| Data | CI. | Votos  | %            | +/- | Deputados | +/-     |
| ---- | --- | ------ | ------------ | --- | --------- | ------- |
| 1999 | 5.º | 4 677  | 1,3 / 100,0  |     | 0 / 15    |         |
| 2002 | 5.º | 6 647  | 1,8 / 100,0  | 0,5 | 0 / 15    | Estável |
| 2005 | 4.º | 19 846 | 5,1 / 100,0  | 3,3 | 0 / 15    | Estável |
| 2009 | 4.º | 35 183 | 9,0 / 100,0  | 3,9 | 1 / 16    | 1       |
| 2011 | 4.º | 19 338 | 5,0 / 100,0  | 4,0 | 1 / 16    | Estável |
| 2015 | 3.º | 35 327 | 9,6 / 100,0  | 4,6 | 1 / 16    | Estável |
| 2019 | 3.º | 35 068 | 10,0 / 100,0 | 0,4 | 2 / 16    | 1       |
| 2022 | 4.º | 16 708 | 4,6 / 100,0  | 5,4 | 0 / 16    | 2       |
| 2024 | 5.º | 17 358 | 4,1 / 100,0  | 0,5 | 0 / 16    | Estável |
| 2025 | 6.º | 7 015  | 1,7 / 100,0  | 2,4 | 0 / 16    | Estável |

#### Beja
| Data | CI. | Votos | %            | +/- | Deputados | +/-     |
| ---- | --- | ----- | ------------ | --- | --------- | ------- |
| 1999 | 6.º | 1 314 | 1,6 / 100,0  |     | 0 / 3     |         |
| 2002 | 6.º | 1 554 | 1,9 / 100,0  | 0,3 | 0 / 3     | Estável |
| 2005 | 4.º | 4 144 | 4,7 / 100,0  | 2,8 | 0 / 3     | Estável |
| 2009 | 4.º | 8 264 | 10,1 / 100,0 | 5,4 | 0 / 3     | Estável |
| 2011 | 5.º | 3 890 | 5,2 / 100,0  | 4,9 | 0 / 3     | Estável |
| 2015 | 4.º | 6 105 | 8,2 / 100,0  | 3,0 | 0 / 3     | Estável |
| 2019 | 4.º | 7 330 | 9,1 / 100,0  | 0,9 | 0 / 3     | Estável |
| 2022 | 5.º | 2 511 | 3,7 / 100,0  | 5,4 | 0 / 3     | Estável |
| 2024 | 5.º | 3 393 | 4,4 / 100,0  | 0,7 | 0 / 3     | Estável |
| 2025 | 7.º | 1 365 | 1,9 / 100,0  | 2,5 | 0 / 3     | Estável |

#### Braga
| Data | CI. | Votos  | %           | +/-     | Deputados | +/-     |
| ---- | --- | ------ | ----------- | ------- | --------- | ------- |
| 1999 | 5.º | 5 164  | 1,2 / 100,0 |         | 0 / 17    |         |
| 2002 | 5.º | 7 654  | 1,7 / 100,0 | 0,5     | 0 / 18    | Estável |
| 2005 | 5.º | 22 179 | 4,6 / 100,0 | 2,9     | 0 / 18    | Estável |
| 2009 | 4.º | 38 898 | 7,8 / 100,0 | 3,2     | 1 / 19    | 1       |
| 2011 | 5.º | 20 488 | 4,2 / 100,0 | 3,6     | 0 / 19    | 1       |
| 2015 | 3.º | 41 745 | 8,8 / 100,0 | 4,6     | 1 / 19    | 1       |
| 2019 | 3.º | 41 331 | 8,9 / 100,0 | 0,1     | 2 / 19    | 1       |
| 2022 | 5.º | 18 558 | 3,8 / 100,0 | 5,1     | 0 / 19    | 2       |
| 2024 | 5.º | 21 388 | 3,8 / 100,0 | Estável | 0 / 19    | Estável |
| 2025 | 6.º | 10 029 | 1,8 / 100,0 | 2,0     | 0 / 19    | Estável |

#### Bragança
| Data | CI. | Votos | %           | +/- | Deputados | +/-     |
| ---- | --- | ----- | ----------- | --- | --------- | ------- |
| 1999 | 5.º | 679   | 0,8 / 100,0 |     | 0 / 4     |         |
| 2002 | 5.º | 789   | 0,9 / 100,0 | 0,1 | 0 / 4     | Estável |
| 2005 | 4.º | 2 044 | 2,5 / 100,0 | 1,6 | 0 / 4     | Estável |
| 2009 | 4.º | 5 211 | 6,2 / 100,0 | 3,7 | 0 / 3     | Estável |
| 2011 | 5.º | 1 738 | 2,3 / 100,0 | 3,9 | 0 / 3     | Estável |
| 2015 | 3.º | 3 858 | 5,5 / 100,0 | 3,2 | 0 / 3     | Estável |
| 2019 | 3.º | 3 833 | 6,0 / 100,0 | 0,5 | 0 / 3     | Estável |
| 2022 | 4.º | 1 371 | 2,1 / 100,0 | 3,9 | 0 / 3     | Estável |
| 2024 | 5.º | 1 404 | 1,9 / 100,0 | 0,2 | 0 / 3     | Estável |
| 2025 | 8.º | 591   | 0,8 / 100,0 | 1,1 | 0 / 3     | Estável |

#### Castelo Branco
| Data | CI. | Votos  | %            | +/- | Deputados | +/-     |
| ---- | --- | ------ | ------------ | --- | --------- | ------- |
| 1999 | 5.º | 1 522  | 1,2 / 100,0  |     | 0 / 5     |         |
| 2002 | 5.º | 1 798  | 1,5 / 100,0  | 0,3 | 0 / 5     | Estável |
| 2005 | 5.º | 4 660  | 3,7 / 100,0  | 2,2 | 0 / 5     | Estável |
| 2009 | 3.º | 10 668 | 9,1 / 100,0  | 5,4 | 0 / 4     | Estável |
| 2011 | 5.º | 4 614  | 4,2 / 100,0  | 4,9 | 0 / 4     | Estável |
| 2015 | 3.º | 10 450 | 10,0 / 100,0 | 5,8 | 0 / 4     | Estável |
| 2019 | 3.º | 10 352 | 11,1 / 100,0 | 1,1 | 0 / 4     | Estável |
| 2022 | 4.º | 4 069  | 4,3 / 100,0  | 6,8 | 0 / 4     | Estável |
| 2024 | 4.º | 4 451  | 4,1 / 100,0  | 0,2 | 0 / 4     | Estável |
| 2025 | 8.º | 1 715  | 1,7 / 100,0  | 2,4 | 0 / 4     | Estável |

#### Coimbra
| Data | CI. | Votos  | %            | +/-     | Deputados | +/-     |
| ---- | --- | ------ | ------------ | ------- | --------- | ------- |
| 1999 | 5.º | 4 536  | 2,0 / 100,0  |         | 0 / 10    |         |
| 2002 | 5.º | 5 664  | 2,4 / 100,0  | 0,4     | 0 / 10    | Estável |
| 2005 | 3.º | 15 444 | 6,3 / 100,0  | 3,9     | 0 / 10    | Estável |
| 2009 | 3.º | 25 508 | 10,8 / 100,0 | 4,2     | 1 / 10    | 1       |
| 2011 | 5.º | 13 033 | 5,8 / 100,0  | 5,0     | 0 / 9     | 1       |
| 2015 | 3.º | 21 780 | 9,9 / 100,0  | 4,1     | 1 / 9     | 1       |
| 2019 | 3.º | 22 808 | 11,2 / 100,0 | 1,3     | 1 / 9     | Estável |
| 2022 | 4.º | 10 957 | 5,1 / 100,0  | 6,1     | 0 / 9     | 1       |
| 2024 | 4.º | 12 334 | 5,1 / 100,0  | Estável | 0 / 9     | Estável |
| 2025 | 7.º | 5 027  | 2,2 / 100,0  | 2,9     | 0 / 9     | Estável |

#### Évora
| Data | CI. | Votos  | %            | +/- | Deputados | +/-     |
| ---- | --- | ------ | ------------ | --- | --------- | ------- |
| 1999 | 6.º | 1 392  | 1,5 / 100,0  |     | 0 / 4     |         |
| 2002 | 5.º | 1 611  | 1,8 / 100,0  | 0,3 | 0 / 3     | Estável |
| 2005 | 4.º | 4 463  | 4,6 / 100,0  | 2,8 | 0 / 3     | Estável |
| 2009 | 4.º | 10 167 | 11,1 / 100,0 | 6,5 | 0 / 3     | Estável |
| 2011 | 5.º | 4 230  | 4,9 / 100,0  | 6,2 | 0 / 3     | Estável |
| 2015 | 4.º | 7 328  | 8,6 / 100,0  | 3,7 | 0 / 3     | Estável |
| 2019 | 4.º | 6 624  | 9,0 / 100,0  | 0,4 | 0 / 3     | Estável |
| 2022 | 5.º | 2 628  | 3,3 / 100,0  | 5,7 | 0 / 3     | Estável |
| 2024 | 5.º | 3 816  | 4,3 / 100,0  | 1,0 | 0 / 3     | Estável |
| 2025 | 7.º | 1 487  | 1,8 / 100,0  | 2,5 | 0 / 3     | Estável |

#### Faro
| Data | CI. | Votos  | %            | +/-     | Deputados | +/-     |
| ---- | --- | ------ | ------------ | ------- | --------- | ------- |
| 1999 | 5.º | 4 129  | 2,3 / 100,0  |         | 0 / 8     |         |
| 2002 | 5.º | 5 168  | 2,8 / 100,0  | 0,5     | 0 / 8     | Estável |
| 2005 | 3.º | 15 316 | 7,7 / 100,0  | 4,9     | 0 / 8     | Estável |
| 2009 | 3.º | 31 017 | 15,4 / 100,0 | 7,7     | 1 / 8     | 1       |
| 2011 | 5.º | 16 414 | 8,2 / 100,0  | 7,2     | 1 / 9     | Estável |
| 2015 | 3.º | 26 922 | 14,1 / 100,0 | 5,9     | 1 / 9     | Estável |
| 2019 | 3.º | 21 255 | 12,3 / 100,0 | 1,8     | 1 / 9     | Estável |
| 2022 | 4.º | 11 226 | 5,8 / 100,0  | 6,5     | 0 / 9     | 1       |
| 2024 | 4.º | 13 579 | 5,8 / 100,0  | Estável | 0 / 9     | Estável |
| 2025 | 7.º | 5 724  | 2,5 / 100,0  | 3,3     | 0 / 9     | Estável |

#### Guarda
| Data | CI. | Votos | %           | +/- | Deputados | +/-     |
| ---- | --- | ----- | ----------- | --- | --------- | ------- |
| 1999 | 5.º | 1 088 | 1,1 / 100,0 |     | 0 / 4     |         |
| 2002 | 5.º | 1 231 | 1,2 / 100,0 | 0,1 | 0 / 4     | Estável |
| 2005 | 4.º | 3 452 | 3,4 / 100,0 | 2,2 | 0 / 4     | Estável |
| 2009 | 4.º | 7 730 | 7,6 / 100,0 | 4,2 | 0 / 4     | Estável |
| 2011 | 5.º | 3 102 | 3,3 / 100,0 | 4,3 | 0 / 4     | Estável |
| 2015 | 3.º | 6 341 | 7,4 / 100,0 | 4,1 | 0 / 4     | Estável |
| 2019 | 3.º | 5 990 | 7,8 / 100,0 | 0,4 | 0 / 3     | Estável |
| 2022 | 4.º | 2 359 | 3,1 / 100,0 | 4,7 | 0 / 3     | Estável |
| 2024 | 4.º | 2 301 | 2,7 / 100,0 | 0,4 | 0 / 3     | Estável |
| 2025 | 8.º | 1 010 | 1,2 / 100,0 | 1,5 | 0 / 3     | Estável |

#### Leiria
| Data | CI. | Votos  | %           | +/- | Deputados | +/-     |
| ---- | --- | ------ | ----------- | --- | --------- | ------- |
| 1999 | 5.º | 3 848  | 1,7 / 100,0 |     | 0 / 10    |         |
| 2002 | 5.º | 5 289  | 2,2 / 100,0 | 0,5 | 0 / 10    | Estável |
| 2005 | 4.º | 13 788 | 5,5 / 100,0 | 3,3 | 0 / 10    | Estável |
| 2009 | 4.º | 23 519 | 9,5 / 100,0 | 4,0 | 1 / 10    | 1       |
| 2011 | 4.º | 13 351 | 5,4 / 100,0 | 4,1 | 0 / 10    | 1       |
| 2015 | 3.º | 23 034 | 9,7 / 100,0 | 4,2 | 1 / 10    | 1       |
| 2019 | 3.º | 20 925 | 9,4 / 100,0 | 0,3 | 1 / 10    | Estável |
| 2022 | 5.º | 10 711 | 4,5 / 100,0 | 4,9 | 0 / 10    | 1       |
| 2024 | 5.º | 11 736 | 4,3 / 100,0 | 0,2 | 0 / 10    | Estável |
| 2025 | 8.º | 5 099  | 1,9 / 100,0 | 2,4 | 0 / 10    | Estável |

#### Lisboa
| Data | CI. | Votos   | %            | +/- | Deputados | +/-     |
| ---- | --- | ------- | ------------ | --- | --------- | ------- |
| 1999 | 5.º | 55 340  | 4,9 / 100,0  |     | 2 / 49    |         |
| 2002 | 5.º | 53 092  | 4,7 / 100,0  | 0,2 | 2 / 48    | Estável |
| 2005 | 4.º | 103 944 | 8,8 / 100,0  | 4,1 | 4 / 48    | 2       |
| 2009 | 4.º | 124 244 | 10,8 / 100,0 | 2,0 | 5 / 47    | 1       |
| 2011 | 5.º | 66 868  | 5,7 / 100,0  | 5,1 | 3 / 47    | 2       |
| 2015 | 3.º | 125 071 | 10,9 / 100,0 | 5,2 | 5 / 47    | 2       |
| 2019 | 3.º | 106 944 | 9,7 / 100,0  | 1,2 | 5 / 48    | Estável |
| 2022 | 6.º | 55 786  | 4,7 / 100,0  | 5,0 | 2 / 48    | 3       |
| 2024 | 6.º | 65 438  | 5,0 / 100,0  | 0,3 | 2 / 48    | Estável |
| 2025 | 7.º | 29 914  | 2,4 / 100,0  | 2,6 | 1 / 48    | 1       |

#### Madeira
| Data | CI. | Votos  | %            | +/- | Deputados | +/-     |
| ---- | --- | ------ | ------------ | --- | --------- | ------- |
| 1999 | 5.º | 1 481  | 1,2 / 100,0  |     | 0 / 6     |         |
| 2002 | 4.º | 3 911  | 3,1 / 100,0  | 1,9 | 0 / 6     | Estável |
| 2005 | 4.º | 5 265  | 3,8 / 100,0  | 0,7 | 0 / 6     | Estável |
| 2009 | 4.º | 8 446  | 6,1 / 100,0  | 2,3 | 0 / 6     | Estável |
| 2011 | 4.º | 5 567  | 4,0 / 100,0  | 2,1 | 0 / 6     | Estável |
| 2015 | 3.º | 13 342 | 10,7 / 100,0 | 6,7 | 1 / 6     | 1       |
| 2019 | 5.º | 6 806  | 5,2 / 100,0  | 5,5 | 0 / 6     | 1       |
| 2022 | 6.º | 4 109  | 3,2 / 100,0  | 2,0 | 0 / 6     | Estável |
| 2024 | 6.º | 4 404  | 2,9 / 100,0  | 0,3 | 0 / 6     | Estável |
| 2025 | 6.º | 1 870  | 1,4 / 100,0  | 1,5 | 0 / 6     | Estável |

#### Portalegre
| Data | CI. | Votos | %            | +/- | Deputados | +/-     |
| ---- | --- | ----- | ------------ | --- | --------- | ------- |
| 1999 | 6.º | 876   | 1,2 / 100,0  |     | 0 / 3     |         |
| 2002 | 5.º | 1 072 | 1,6 / 100,0  | 0,4 | 0 / 3     | Estável |
| 2005 | 4.º | 3 216 | 4,6 / 100,0  | 3,0 | 0 / 2     | Estável |
| 2009 | 4.º | 7 019 | 10,8 / 100,0 | 6,2 | 0 / 2     | Estável |
| 2011 | 5.º | 2 743 | 4,6 / 100,0  | 6,2 | 0 / 2     | Estável |
| 2015 | 4.º | 5 427 | 9,2 / 100,0  | 4,6 | 0 / 2     | Estável |
| 2019 | 4.º | 4 166 | 8,1 / 100,0  | 1,1 | 0 / 2     | Estável |
| 2022 | 5.º | 1 550 | 2,9 / 100,0  | 5,2 | 0 / 2     | Estável |
| 2024 | 5.º | 1 894 | 3,1 / 100,0  | 0,2 | 0 / 2     | Estável |
| 2025 | 7.º | 733   | 1,3 / 100,0  | 1,8 | 0 / 2     | Estável |

#### Porto
| Data | CI. | Votos   | %            | +/- | Deputados | +/-     |
| ---- | --- | ------- | ------------ | --- | --------- | ------- |
| 1999 | 5.º | 21 374  | 2,3 / 100,0  |     | 0 / 37    |         |
| 2002 | 5.º | 25 195  | 2,7 / 100,0  | 0,4 | 1 / 38    | 1       |
| 2005 | 4.º | 66 912  | 6,7 / 100,0  | 4,0 | 2 / 38    | 1       |
| 2009 | 4.º | 92 929  | 9,2 / 100,0  | 2,5 | 3 / 39    | 1       |
| 2011 | 5.º | 50 985  | 5,1 / 100,0  | 4,1 | 2 / 39    | 1       |
| 2015 | 3.º | 106 954 | 11,1 / 100,0 | 6,0 | 5 / 39    | 3       |
| 2019 | 3.º | 94 553  | 10,1 / 100,0 | 1,0 | 4 / 40    | 1       |
| 2022 | 4.º | 47 118  | 4,8 / 100,0  | 5,3 | 2 / 40    | 2       |
| 2024 | 5.º | 51 909  | 4,7 / 100,0  | 0,1 | 2 / 40    | Estável |
| 2025 | 7.º | 22 192  | 2,0 / 100,0  | 2,7 | 0 / 40    | 2       |

#### Santarém
| Data | CI. | Votos  | %            | +/- | Deputados | +/-     |
| ---- | --- | ------ | ------------ | --- | --------- | ------- |
| 1999 | 5.º | 4 800  | 2,0 / 100,0  |     | 0 / 10    |         |
| 2002 | 5.º | 6 760  | 2,8 / 100,0  | 0,8 | 0 / 10    | Estável |
| 2005 | 5.º | 16 590 | 6,5 / 100,0  | 3,7 | 0 / 10    | Estável |
| 2009 | 3.º | 29 379 | 11,9 / 100,0 | 5,4 | 1 / 10    | 1       |
| 2011 | 5.º | 13 747 | 5,8 / 100,0  | 6,1 | 0 / 10    | 1       |
| 2015 | 3.º | 24 489 | 10,8 / 100,0 | 5,0 | 1 / 9     | 1       |
| 2019 | 3.º | 21 141 | 10,2 / 100,0 | 0,6 | 1 / 9     | Estável |
| 2022 | 5.º | 10 012 | 4,6 / 100,0  | 5,6 | 0 / 9     | 1       |
| 2024 | 4.º | 11 204 | 4,5 / 100,0  | 0,1 | 0 / 9     | Estável |
| 2025 | 7.º | 4 367  | 1,8 / 100,0  | 2,7 | 0 / 9     | Estável |

#### Setúbal
| Data | CI. | Votos  | %            | +/- | Deputados | +/-     |
| ---- | --- | ------ | ------------ | --- | --------- | ------- |
| 1999 | 5.º | 13 806 | 3,5 / 100,0  |     | 0 / 17    |         |
| 2002 | 5.º | 18 213 | 4,6 / 100,0  | 1,1 | 0 / 17    | Estável |
| 2005 | 4.º | 43 862 | 10,3 / 100,0 | 4,7 | 1 / 17    | 1       |
| 2009 | 4.º | 58 827 | 14,0 / 100,0 | 3,7 | 2 / 17    | 1       |
| 2011 | 5.º | 29 620 | 7,0 / 100,0  | 7,0 | 1 / 17    | 1       |
| 2015 | 4.º | 55 276 | 13,1 / 100,0 | 6,1 | 2 / 18    | 1       |
| 2019 | 4.º | 47 863 | 12,1 / 100,0 | 1,0 | 2 / 18    | Estável |
| 2022 | 5.º | 24 931 | 5,8 / 100,0  | 6,3 | 1 / 18    | 1       |
| 2024 | 5.º | 30 161 | 6,0 / 100,0  | 0,2 | 1 / 19    | Estável |
| 2025 | 7.º | 13 068 | 2,7 / 100,0  | 3,3 | 0 / 19    | 1       |

#### Viana do Castelo
| Data | CI. | Votos  | %           | +/-     | Deputados | +/-     |
| ---- | --- | ------ | ----------- | ------- | --------- | ------- |
| 1999 | 5.º | 1 689  | 1,2 / 100,0 |         | 0 / 6     |         |
| 2002 | 5.º | 2 485  | 1,8 / 100,0 | 0,6     | 0 / 6     | Estável |
| 2005 | 4.º | 6 415  | 4,5 / 100,0 | 2,7     | 0 / 6     | Estável |
| 2009 | 4.º | 12 098 | 8,6 / 100,0 | 4,1     | 0 / 6     | Estável |
| 2011 | 5.º | 5 925  | 4,4 / 100,0 | 4,2     | 0 / 6     | Estável |
| 2015 | 3.º | 10 225 | 8,0 / 100,0 | 3,6     | 0 / 6     | Estável |
| 2019 | 3.º | 10 320 | 8,5 / 100,0 | 0,5     | 0 / 6     | Estável |
| 2022 | 4.º | 4 418  | 3,5 / 100,0 | 5,0     | 0 / 6     | Estável |
| 2024 | 5.º | 4 926  | 3,5 / 100,0 | Estável | 0 / 5     | Estável |
| 2025 | 7.º | 2 285  | 1,6 / 100,0 | 1,9     | 0 / 5     | Estável |

#### Vila Real
| Data | CI. | Votos | %           | +/- | Deputados | +/-     |
| ---- | --- | ----- | ----------- | --- | --------- | ------- |
| 1999 | 5.º | 995   | 0,8 / 100,0 |     | 0 / 5     |         |
| 2002 | 5.º | 1 113 | 0,9 / 100,0 | 0,1 | 0 / 5     | Estável |
| 2005 | 5.º | 3 019 | 2,4 / 100,0 | 1,5 | 0 / 5     | Estável |
| 2009 | 4.º | 6 958 | 5,5 / 100,0 | 3,1 | 0 / 5     | Estável |
| 2011 | 5.º | 2 801 | 2,3 / 100,0 | 3,2 | 0 / 5     | Estável |
| 2015 | 3.º | 5 707 | 5,2 / 100,0 | 2,9 | 0 / 5     | Estável |
| 2019 | 3.º | 6 078 | 6,1 / 100,0 | 0,9 | 0 / 5     | Estável |
| 2022 | 4.º | 2 443 | 2,3 / 100,0 | 3,8 | 0 / 5     | Estável |
| 2024 | 5.º | 2 865 | 2,5 / 100,0 | 0,2 | 0 / 5     | Estável |
| 2025 | 8.º | 1 150 | 1,0 / 100,0 | 1,5 | 0 / 5     | Estável |

#### Viseu
| Data | CI. | Votos  | %           | +/-     | Deputados | +/-     |
| ---- | --- | ------ | ----------- | ------- | --------- | ------- |
| 1999 | 5.º | 2 400  | 1,2 / 100,0 |         | 0 / 9     |         |
| 2002 | 5.º | 3 049  | 1,4 / 100,0 | 0,2     | 0 / 9     | Estável |
| 2005 | 4.º | 7 149  | 3,3 / 100,0 | 1,9     | 0 / 9     | Estável |
| 2009 | 4.º | 13 971 | 6,5 / 100,0 | 3,2     | 0 / 9     | Estável |
| 2011 | 5.º | 5 786  | 2,9 / 100,0 | 3,6     | 0 / 9     | Estável |
| 2015 | 3.º | 12 816 | 6,7 / 100,0 | 3,8     | 0 / 9     | Estável |
| 2019 | 3.º | 13 956 | 7,9 / 100,0 | 1,2     | 0 / 8     | Estável |
| 2022 | 4.º | 5 218  | 2,8 / 100,0 | 5,1     | 0 / 8     | Estável |
| 2024 | 6.º | 5 846  | 2,8 / 100,0 | Estável | 0 / 8     | Estável |
| 2025 | 8.º | 2 464  | 1,2 / 100,0 | 1,6     | 0 / 8     | Estável |

#### Europa
| Data | CI. | Votos | %           | +/- | Deputados | +/-     |
| ---- | --- | ----- | ----------- | --- | --------- | ------- |
| 1999 | 7.º | 145   | 0,6 / 100,0 |     | 0 / 2     |         |
| 2002 | 6.º | 250   | 1,1 / 100,0 | 0,5 | 0 / 2     | Estável |
| 2005 | 5.º | 535   | 2,3 / 100,0 | 1,2 | 0 / 2     | Estável |
| 2009 | 3.º | 794   | 4,7 / 100,0 | 2,4 | 0 / 2     | Estável |
| 2011 | 5.º | 602   | 3,4 / 100,0 | 1,3 | 0 / 2     | Estável |
| 2015 | 4.º | 785   | 5,8 / 100,0 | 2,4 | 0 / 2     | Estável |
| 2019 | 3.º | 6 106 | 5,7 / 100,0 | 0,1 | 0 / 2     | Estável |
| 2022 | 6.º | 2 644 | 2,4 / 100,0 | 3,3 | 0 / 2     | Estável |
| 2024 | 4.º | 6 438 | 2,7 / 100,0 | 0,3 | 0 / 2     | Estável |
| 2025 | 6.º | 4 743 | 1,9 / 100,0 | 0,8 | 0 / 2     | Estável |

#### Fora da Europa
| Data | CI. | Votos | %           | +/-     | Deputados | +/-     |
| ---- | --- | ----- | ----------- | ------- | --------- | ------- |
| 1999 | 7.º | 63    | 0,4 / 100,0 |         | 0 / 2     |         |
| 2002 | 6.º | 60    | 0,4 / 100,0 | Estável | 0 / 2     | Estável |
| 2005 | 6.º | 92    | 0,7 / 100,0 | 0,3     | 0 / 2     | Estável |
| 2009 | 4.º | 177   | 2,0 / 100,0 | 1,3     | 0 / 2     | Estável |
| 2011 | 4.º | 165   | 1,1 / 100,0 | 0,9     | 0 / 2     | Estável |
| 2015 | 6.º | 229   | 1,6 / 100,0 | 0,5     | 0 / 2     | Estável |
| 2019 | 6.º | 1 404 | 3,5 / 100,0 | 1,9     | 0 / 2     | Estável |
| 2022 | 6.º | 1 680 | 2,6 / 100,0 | 0,9     | 0 / 2     | Estável |
| 2024 | 6.º | 1 847 | 1,9 / 100,0 | 0,7     | 0 / 2     | Estável |
| 2025 | 6.º | 1 756 | 1,8 / 100,0 | 0,1     | 0 / 2     | Estável |

### Eleições europeias

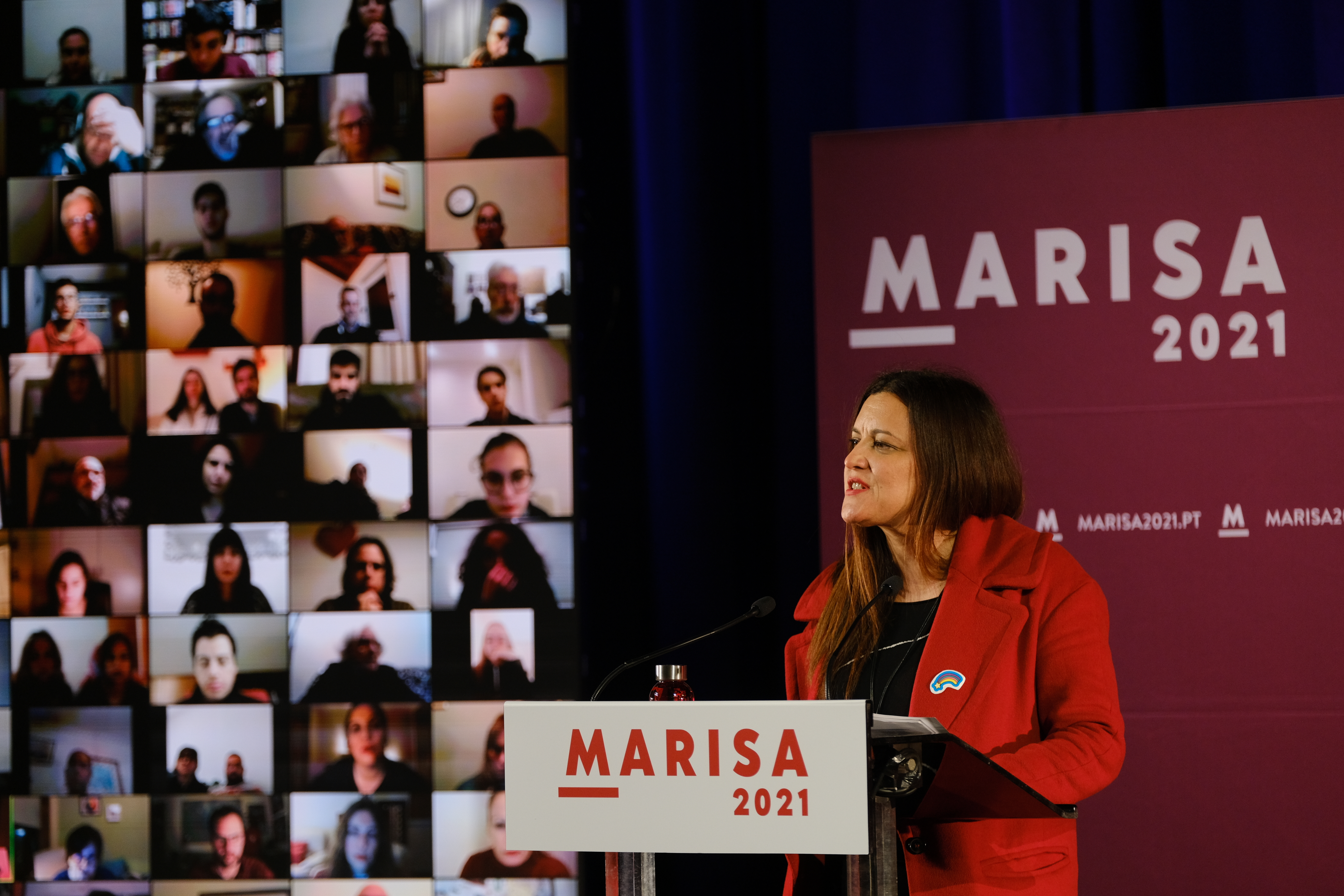
Comício da campanha de Marisa Matias durante as eleições presidenciais de 2021

| Data | Cabeça de Lista  |     | Votos   | %              | +/-  | Deputados | +/- |
| ---- | ---------------- | --- | ------- | -------------- | ---- | --------- | --- |
| 1999 | Miguel Portas    | 5.º | 61 920  | 1,79 / 100,00  |      | 0 / 25    |     |
| 2004 | Miguel Portas    | 5.º | 167 313 | 4,91 / 100,00  | 3,12 | 1 / 24    | 1   |
| 2009 | Miguel Portas    | 3.º | 382 667 | 10,72 / 100,00 | 5,81 | 3 / 22    | 2   |
| 2014 | Marisa Matias    | 5.º | 149 628 | 4,56 / 100,00  | 6,16 | 1 / 21    | 2   |
| 2019 | Marisa Matias    | 3.º | 325 450 | 9,82 / 100,00  | 5,26 | 2 / 21    | 1   |
| 2024 | Catarina Martins | 5.º | 168 107 | 4,25 / 100,00  | 5,57 | 1 / 21    | 1   |

### Eleições presidenciais
| Data | Candidato apoiado | 1.ª Volta | 1.ª Volta | 1.ª Volta      |
| Data | Candidato apoiado | CI.       | Votos     | %              |
| ---- | ----------------- | --------- | --------- | -------------- |
| 2001 | Fernando Rosas    | 4.º       | 129 840   | 3,00 / 100,00  |
| 2006 | Francisco Louçã   | 5.º       | 292 198   | 5,32 / 100,00  |
| 2011 | Manuel Alegre     | 2.º       | 831 838   | 19,76 / 100,00 |
| 2016 | Marisa Matias     | 3.º       | 469 321   | 10,12 / 100,00 |
| 2021 | Marisa Matias     | 5.º       | 164.731   | 3,95 / 100,00  |

### Eleições autárquicas

#### Câmaras Municipais
| Data | CI. | Votos   | %             | +/-  | Presidentes CM | +/-     | Vereadores | +/-  | Deputados Municipais | +/-  | Deputados de Freguesia | +/-  |
| ---- | --- | ------- | ------------- | ---- | -------------- | ------- | ---------- | ---- | -------------------- | ---- | ---------------------- | ---- |
| 2001 | 9.º | 61 789  | 1,18 / 100,00 | Novo | 1 / 308        | Novo    | 6 / 2 044  | Novo | 28 / 6 876           | Novo | 46 / 34 627            | Novo |
| 2005 | 6.º | 159 254 | 2,95 / 100,00 | 1,77 | 1 / 308        | Estável | 7 / 2 046  | 1    | 114 / 6 876          | 107  | 229 / 34 627           | 183  |
| 2009 | 7.º | 167 101 | 3,02 / 100,00 | 0,07 | 1 / 308        | Estável | 9 / 2 078  | 2    | 139 / 6 946          | 25   | 235 / 34 672           | 6    |
| 2013 | 7.º | 120 982 | 2,42 / 100,00 | 0,60 | 0 / 308        | 1       | 8 / 2 086  | 1    | 100 / 6 487          | 39   | 138 / 27 167           | 97   |
| 2017 | 6.º | 170 027 | 3,29 / 100,00 | 0,87 | 0 / 308        | Estável | 12 / 2 074 | 4    | 125 / 6 461          | 25   | 213 / 27 019           | 75   |
| 2021 | 7.º | 137 521 | 2,75 / 100,00 | 0,54 | 0 / 308        | Estável | 5 / 2 074  | 7    | 94 / 6 461           | 31   | 162 / 27 019           | 51   |

| Municípios          | 2001   | 2005   | 2005    | 2009   | 2009    | 2013   | 2013    | 2017   | 2017    | 2021   | 2021    |
| ------------------- | ------ | ------ | ------- | ------ | ------- | ------ | ------- | ------ | ------- | ------ | ------- |
| Abrantes            | 0 / 7  | 0 / 7  | Estável | 0 / 7  | Estável | 0 / 7  | Estável | 1 / 7  | 1       | 1 / 7  | Estável |
| Almada              | 0 / 11 | 0 / 11 | Estável | 1 / 11 | 1       | 0 / 11 | 1       | 1 / 11 | 1       | 1 / 11 | Estável |
| Amadora             | 0 / 11 | 0 / 11 | Estável | 0 / 11 | Estável | 0 / 11 | 1       | 1 / 11 | 1       | 0 / 11 | 1       |
| Entroncamento       | 1 / 7  | 1 / 7  | Estável | 1 / 7  | Estável | 1 / 7  | Estável | 1 / 7  | Estável | 0 / 7  | 1       |
| Lisboa              | 0 / 17 | 1 / 17 | 1       | 0 / 17 | 1       | 0 / 17 | Estável | 1 / 17 | 1       | 1 / 17 | Estável |
| Moita               | 0 / 9  | 1 / 9  | 1       | 1 / 9  | Estável | 1 / 9  | Estável | 1 / 9  | Estável | 0 / 9  | 1       |
| Olhão               |        |        |         | 1 / 7  |         | 1 / 7  | Estável | 0 / 7  | 1       | 0 / 7  | Estável |
| Portimão            | 0 / 7  | 0 / 7  | Estável | 0 / 7  | Estável | 1 / 7  | 1       | 1 / 7  | Estável | 0 / 9  | 1       |
| Porto               | 0 / 13 | 0 / 13 | Estável | 0 / 13 | Estável | 0 / 13 | Estável | 0 / 13 | Estável | 1 / 13 | 1       |
| Salvaterra de Magos | 5 / 7  | 4 / 7  | 1       | 4 / 7  | Estável | 2 / 7  | 2       | 2 / 7  | Estável | 1 / 7  | 1       |
| Seixal              | 0 / 11 | 0 / 11 | Estável | 1 / 11 | 1       | 1 / 11 | Estável | 1 / 11 | Estável | 0 / 11 | 1       |
| Torres Novas        | 0 / 7  | 0 / 7  | Estável | 0 / 7  | Estável | 1 / 7  | 1       | 1 / 7  | Estável | 0 / 7  | 1       |
| Vila Franca de Xira | 0 / 9  | 0 / 9  | Estável | 0 / 9  | Estável | 0 / 11 | Estável | 1 / 11 | 1       | 0 / 11 | 1       |

### Eleições regionais

#### Região Autónoma dos Açores
| Data | Líder          | CI. | Votos | %            | +/-  | Deputados | +/-     | Status            |
| ---- | -------------- | --- | ----- | ------------ | ---- | --------- | ------- | ----------------- |
| 2000 |                | 5.º | 1 387 | 1,38 / 100   |      | 0 / 52    |         | Extra-parlamentar |
| 2004 |                | 4.º | 1 022 | 0,97 / 100   | 0,41 | 0 / 52    | Estável | Extra-parlamentar |
| 2008 | Zuraida Soares | 4.º | 2 972 | 3,30 / 100   | 2,33 | 2 / 57    | 2       | Oposição          |
| 2012 | Zuraida Soares | 4.º | 2 428 | 2,25 / 100   | 1,05 | 1 / 57    | 1       | Oposição          |
| 2016 | Zuraida Soares | 4.º | 3 410 | 3,66 / 100   | 1,41 | 2 / 57    | 1       | Oposição          |
| 2020 | António Lima   | 5.º | 3 962 | 3,81 / 100,0 | 0,15 | 2 / 57    | Estável | Oposição          |
| 2024 | António Lima   | 4.º | 2 936 | 2,54 / 100,0 | 1,27 | 1 / 57    | 1       | Oposição          |

#### Região Autónoma da Madeira
| Data | Líder            | CI. | Votos | %            | +/-  | Deputados | +/-     | Status            |
| ---- | ---------------- | --- | ----- | ------------ | ---- | --------- | ------- | ----------------- |
| 2004 | Paulo Martins    | 5.º | 5 035 | 3,66 / 100,0 |      | 1 / 68    |         | Oposição          |
| 2007 | Paulo Martins    | 5.º | 4 186 | 2,98 / 100,0 | 0,68 | 1 / 47    | Estável | Oposição          |
| 2011 | Roberto Almada   | 9.º | 2 512 | 1,70 / 100,0 | 1,28 | 0 / 47    | 1       | Extra-parlamentar |
| 2015 | Roberto Almada   | 6.º | 4 850 | 3,80 / 100,0 | 2,10 | 2 / 47    | 2       | Oposição          |
| 2019 | Paulino Ascenção | 6.º | 2 489 | 1,74 / 100,0 | 2,06 | 0 / 47    | 2       | Extra-parlamentar |
| 2023 | Roberto Almada   | 8.º | 3 036 | 2,24 / 100,0 | 0,50 | 1 / 47    | 1       | Oposição          |
| 2024 | Roberto Almada   | 9.º | 1 912 | 1,41 / 100,0 | 0,83 | 0 / 47    | 1       | Extra-parlamentar |
| 2025 | Roberto Almada   | 9.º | 1 586 | 1,11 / 100,0 | 0,30 | 0 / 47    | Estável | Extra-parlamentar |

## Coordenadoria
O coordenador nacional do Bloco de Esquerda é a figura política mais importante do Bloco de Esquerda. O cargo é atualmente ocupado por Mariana Mortágua desde 2023.

### Funções
O/a coordenador/a nacional do Bloco de Esquerda é, ex-officio, membro da Comissão Política e do Secretariado Nacional.
De acordo com a Lei das precedências do Protocolo do Estado Português, o/a Coordenador/a Nacional do Bloco de Esquerda, tal como os líderes de outros partidos com assento parlamentar, é o 16º ordem de precedência no Protocolo de Estado Português.

### Coordenadores nacionais
| # | Coordenador/a (Nascimento-Morte)               | Retrato                       | Círculo eleitoral | Início do mandato      | Fim do mandato         | Cargos enquanto líder                          | Outros cargos                                                  | Afiliação partidária anterior | Primeiro-Ministro (mandato) | Primeiro-Ministro (mandato) |
| - | ---------------------------------------------- | ----------------------------- | ----------------- | ---------------------- | ---------------------- | ---------------------------------------------- | -------------------------------------------------------------- | ----------------------------- | --------------------------- | --------------------------- |
| 1 | Francisco Anacleto Louçã (1956–)               |                               | Lisboa            | 24 de março de 1999    | 11 de novembro de 2012 | Deputado à Assembleia da República (1999-2012) | Dirigente do PSR (1979-1999) Conselheiro de Estado (2015-2022) | PSR                           |                             | António Guterres 1995-2002  |
| 1 | Francisco Anacleto Louçã (1956–)               | Durão Barroso 2002-2004       | Lisboa            | 24 de março de 1999    | 11 de novembro de 2012 | Deputado à Assembleia da República (1999-2012) | Dirigente do PSR (1979-1999) Conselheiro de Estado (2015-2022) | PSR                           |                             |                             |
| 1 | Francisco Anacleto Louçã (1956–)               | Pedro Santana Lopes 2004-2005 | Lisboa            | 24 de março de 1999    | 11 de novembro de 2012 | Deputado à Assembleia da República (1999-2012) | Dirigente do PSR (1979-1999) Conselheiro de Estado (2015-2022) | PSR                           |                             |                             |
| 1 | Francisco Anacleto Louçã (1956–)               | José Sócrates 2005-2011       | Lisboa            | 24 de março de 1999    | 11 de novembro de 2012 | Deputado à Assembleia da República (1999-2012) | Dirigente do PSR (1979-1999) Conselheiro de Estado (2015-2022) | PSR                           |                             |                             |
| 1 | Francisco Anacleto Louçã (1956–)               | Pedro Passos Coelho 2011-2015 | Lisboa            | 24 de março de 1999    | 11 de novembro de 2012 | Deputado à Assembleia da República (1999-2012) | Dirigente do PSR (1979-1999) Conselheiro de Estado (2015-2022) | PSR                           |                             |                             |
| 2 | João Pedro Furtado da Cunha Semedo (1951–2018) |                               | Porto             | 11 de novembro de 2012 | 30 de novembro de 2014 | Deputado à Assembleia da República (2006-2015) | -                                                              | PCP                           |                             |                             |
| 2 | Catarina Soares Martins (1973–)                |                               | Porto             | 11 de novembro de 2012 | 28 de maio de 2023     | Deputada à Assembleia da República (2009-2023) | Eurodeputada (2024-...)                                        | -                             |                             |                             |
| 3 | Catarina Soares Martins (1973–)                |                               | Porto             | 11 de novembro de 2012 | 28 de maio de 2023     | Deputada à Assembleia da República (2009-2023) | Eurodeputada (2024-...)                                        | -                             |                             |                             |
|   | Catarina Soares Martins (1973–)                | António Costa 2015-2024       | Porto             | 11 de novembro de 2012 | 28 de maio de 2023     | Deputada à Assembleia da República (2009-2023) | Eurodeputada (2024-...)                                        | -                             |                             |                             |
| 4 | Mariana Rodrigues Mortágua (1986–)             |                               | Lisboa            | 28 de maio de 2023     | presente               | Deputada à Assembleia da República (2013-...)  | Deputada à Assembleia Municipal de Lisboa (2013-2017)          |                               |                             |                             |
| 4 | Mariana Rodrigues Mortágua (1986–)             | Luís Montenegro 2024-presente | Lisboa            | 28 de maio de 2023     | presente               | Deputada à Assembleia da República (2013-...)  | Deputada à Assembleia Municipal de Lisboa (2013-2017)          |                               |                             |                             |

#### Lista de ex-coordenadores nacionais vivos
| Nome             | Mandato(s) | Idade              |
| ---------------- | ---------- | ------------------ |
| Francisco Louçã  | 1999-2012  | 68 anos e 242 dias |
| Catarina Martins | 2012-2023  | 51 anos e 308 dias |

## Presidentes do Grupo Parlamentar
| Legislatura      | Data da eleição         | Grupo Parlamentar | Líder                       | Período       |
| ---------------- | ----------------------- | ----------------- | --------------------------- | ------------- |
| VIII Legislatura | 10 de outubro de 1999   | 2 / 230           | Luís Fazenda                | 1999–2002     |
| IX Legislatura   | 17 de março de 2002     | 3 / 230           | Luís Fazenda                | 2002–2005     |
| X Legislatura    | 20 de fevereiro de 2005 | 8 / 230           | Luís Fazenda                | 2005–2009     |
| XI Legislatura   | 27 de setembro de 2009  | 16 / 230          | José Manuel Pureza          | 2009–2011     |
| XII Legislatura  | 5 de junho de 2011      | 8 / 230           | Luís Fazenda                | 2011–2012     |
| XII Legislatura  | 5 de junho de 2011      | 8 / 230           | Pedro Filipe Soares         | 2012–2015     |
| XIII Legislatura | 4 de outubro de 2015    | 19 / 230          | Pedro Filipe Soares         | 2015–2019     |
| XIV Legislatura  | 6 de outubro de 2019    | 19 / 230          | Pedro Filipe Soares         | 2019–2022     |
| XV Legislatura   | 30 de janeiro de 2022   | 5 / 230           | Pedro Filipe Soares         | 2022–2024     |
| XVI Legislatura  | 10 de março de 2024     | 5 / 230           | Fabian Figueiredo           | 2024–2025     |
| XVII Legislatura | 18 de maio de 2025      | 1 / 230           | Não houve grupo parlamentar | 2025–presente |